# Château de Tourbillon
Vous lisez un « bon article » labellisé en 2020.
Pour les articles homonymes, voir Tourbillon.
Le château de Tourbillon est un château épiscopal en ruine situé sur une colline à Sion, dans le canton du Valais, en Suisse. Il fait face au château de Valère, situé sur la colline opposée.
Sa construction remonte à la fin du XIIIe siècle, sous la direction de l'évêque Boniface de Challant. De nature défensive et perché au sommet d'une colline rocheuse et escarpée, l'ouvrage servait de résidence aux évêques de Sion. Le château de Tourbillon est passablement endommagé par les conflits entre les évêques et la population valaisanne. Il est incendié en 1417 pendant une guerre entre le peuple de Sion et la famille de Rarogne, puis est reconstruit par l'évêque Guillaume III de Rarogne une trentaine d'années plus tard. En 1788, il est complètement détruit par un autre incendie. Les pierres du château de Tourbillon servent pendant un certain temps pour les constructions dans la région avant que les ruines ne soient renforcées au XIXe siècle pour en faire un monument historique.
Le château est protégé en grande partie de manière naturelle par les terrains très escarpés qui l'entourent. Accessible seulement par l'est ou l'ouest, il consiste en une cour protégée par des murs d'enceinte. Le château possède un donjon, sa propre chapelle et un bâtiment pour la garnison.

## Géographie

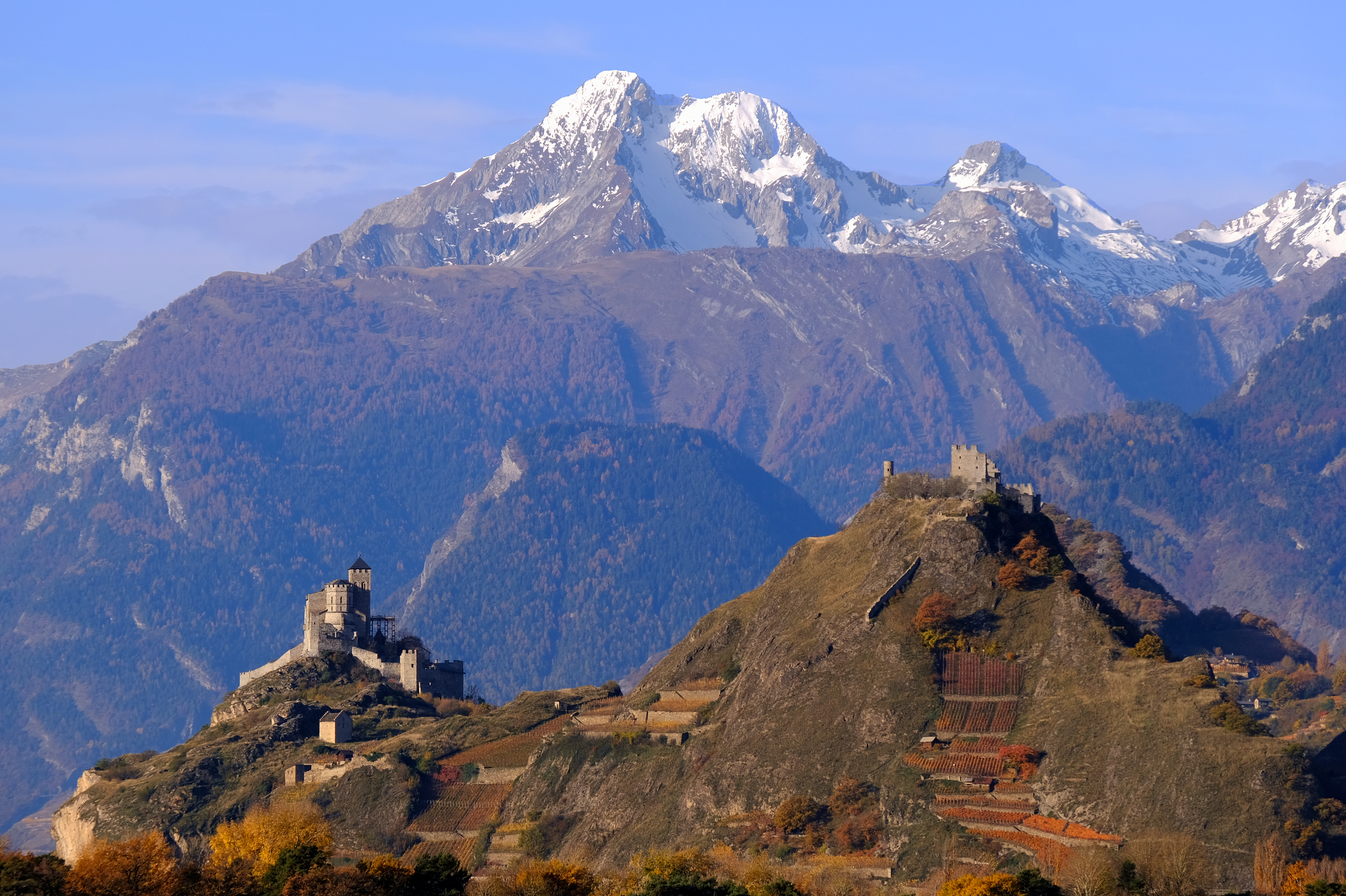
Les châteaux de Valère et de Tourbillon vus depuis Uvrier.

Le château de Tourbillon se situe en Suisse, dans le canton du Valais, sur le territoire de la commune de Sion. Il se trouve sur la colline de Tourbillon et s'élève à 155 mètres au-dessus de la plaine du Rhône. La colline est constituée de roches sédimentaires biogènes et clastiques à base de phyllites marneuses et schistes calcaires,. Le sommet de la colline forme une esplanade naturelle d'une longueur moyenne de 200 mètres pour une largeur maximale de 50 mètres. Le château repose sur la partie ouest de l'esplanade, et son donjon, au centre de celle-ci, se trouve sur un petit monticule rocheux.

## Histoire

### Avant le château
La première mention connue du nom « Tourbillon » date de 1268 sous la forme de « Turbillon ». Son origine n'est pas connue, mais il existe deux hypothèses proposées par l'archéologue François-Olivier Dubuis en 1960. Le nom pourrait venir des termes « turbiculum » ou « turbil », signifiant « toupie » ou « petit cône », ou d'une combinaison entre le terme « turris », « tour », et le nom propre « Billion » ou « Billon » qui apparaît dans plusieurs documents du XIIIe siècle.
En 1994, des fouilles sur le plateau à l'est du château de Tourbillon ont dévoilé une habitation du néolithique datée au Ve millénaire av. J.-C. D'autres découvertes, tels que des murets en pierres sèches, prouvent que le site du château est utilisé durant la période préhistorique. Au XIXe siècle, des historiens prétendent qu'une tour romaine occupait le sommet de la colline de Tourbillon avant la construction du château. Ceux-ci n'ont cependant jamais réussi à prouver l'existence de cette tour ; les ruines censées être les fondations de celle-ci dateraient en réalité d'après la construction de la chapelle du château, au Moyen Âge.

### Construction
La construction du château de Tourbillon est très probablement liée à un grand projet d'amélioration des fortifications de la ville de Sion entre le XIIIe et le XIVe siècle. Le début des travaux est estimé à 1297 ou 1298. Ils sont supervisés par Boniface de Challant, évêque de Sion à cette époque et descendant de la famille des vicomtes d'Aoste. Celui-ci imite d'autres membres de sa famille, qui ont fait construire des châteaux dans la vallée d'Aoste pour renforcer leur pouvoir à plusieurs occasions.
La rédaction de plusieurs actes signés à Tourbillon dès mai 1307 démontre que les parties habitables du château sont terminées quand Boniface meurt le 13 juin 1308. Cependant, selon la datation de certaines solives, il semblerait que le château ne soit alors pas totalement achevé. Ce serait donc le successeur et cousin de Boniface, Aymon de Châtillon, qui aurait terminé les travaux.

### Des conflits incessants

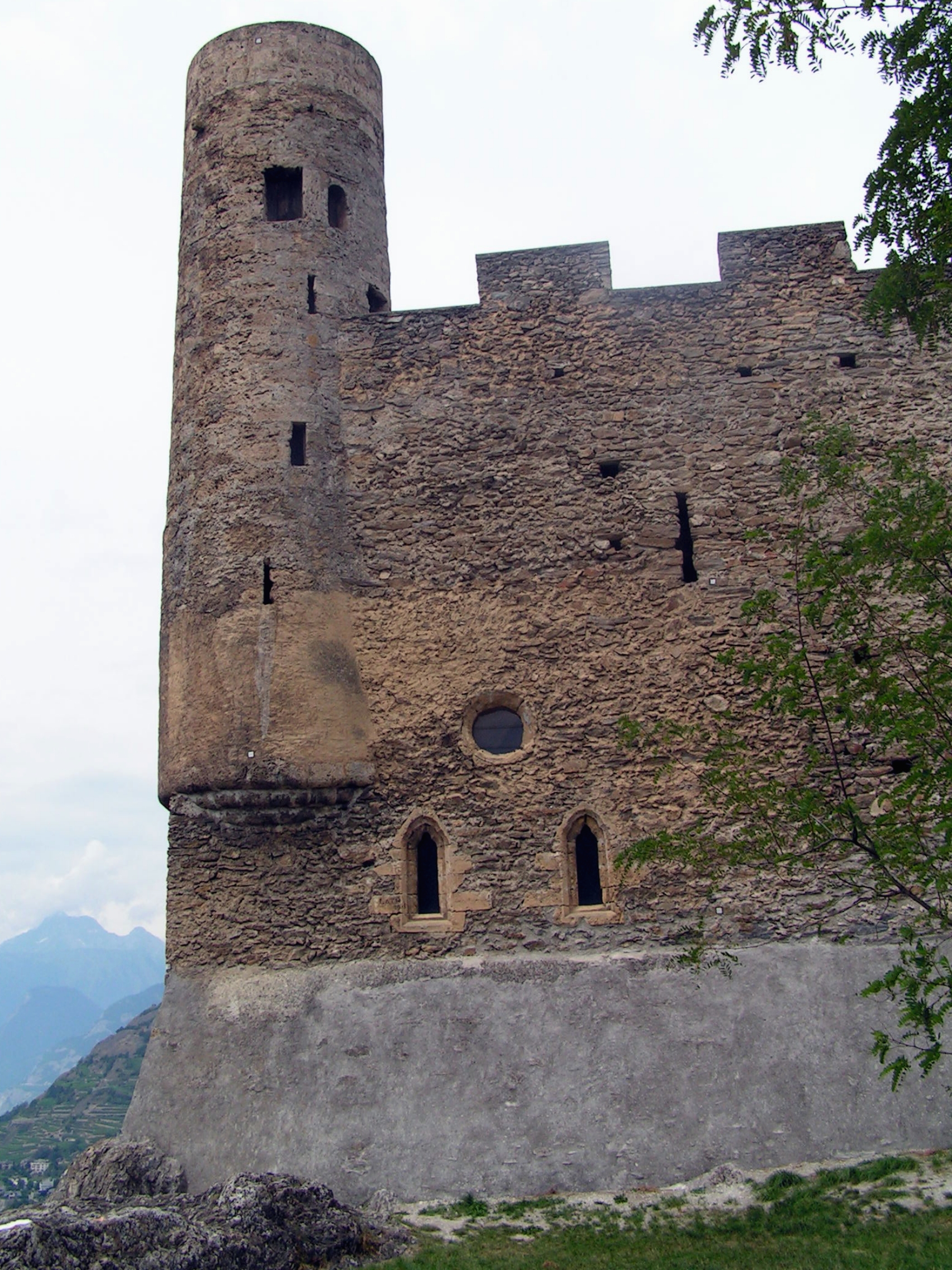
Tour d'angle au sud-ouest de l'enceinte du château.

Le château de Tourbillon devient la résidence principale des évêques de Sion depuis sa construction jusqu'à Guichard Tavelli, qui lui préfère le château de la Soie. Après que ce dernier a acheté le château de la Majorie en 1373, Tourbillon devient une résidence temporaire pour l'évêque mais conserve son importance militaire. À plusieurs reprises, Tourbillon est pris de force par des ennemis de Tavelli. À deux occasions, les habitants de Sion assiègent le château et l'évêque est forcé d'appeler Amédée VI de Savoie à l'aide, celui-ci envoyant des négociateurs qui parviennent à trouver des accords avec les Sédunois. Un troisième conflit, cette fois avec un noble haut-valaisan nommé Pierre de la Tour, éclate en 1352 alors que ce dernier souhaite faire émanciper l'évêque. Les hommes de Pierre de la Tour mettent le feu à un château à Sierre et sont arrêtés alors qu'ils essaient de faire subir le même sort au château de Tourbillon. En l'échange de l'aide d'Amédée VI, Tavelli offre la charge de bailli au comte de Savoie. Ce dernier nomme un vice-bailli, Aymon d'Oron, seigneur de Bossonens, pour administrer la région et l'installe à Tourbillon.
Cela n'empêche pas de nouvelles révoltes, qui sont punies violemment par Amédée VI : il ordonne que la ville de Sion soit pillée et partiellement incendiée. Bien que le château n'ait pas été touché par les révoltes, le comte de Savoie demande au vice-bailli d'améliorer les défenses de Tourbillon. Les modifications consistent, entre autres, à construire de nouveaux trébuchets, aménager des glacis aux bases des murs du château et creuser des fossés sur le plateau à l'est du château. Plus de 5 000 carreaux d'arbalète et plusieurs milliers de pierres à trébuchet sont stockés au château, des hourds sont aménagés au sommet des murs de l'enceinte et de la tour du château et la citerne du château est remplie en cas de siège.
En mars 1361, après neuf années de charge de bailli, Amédée VI signe le traité d'Évian et renonce à s'immiscer dans les affaires de l'évêque de Sion. En 1375, Guichard Tavelli est assassiné par les partisans d'Antoine de la Tour, fils de Pierre, ce qui pousse les Valaisans à s'allier avec Pierre de Rarogne, membre d'une puissante famille haut-valaisanne rivale des de la Tour,. Après avoir battu les de la Tour, les Valaisans poussés par Pierre de Rarogne se soulèvent à plusieurs reprises contre le successeur de Tavelli, Édouard de Savoie-Achaïe. En 1384, les Valaisans s'emparent des châteaux de Tourbillon, de la Majorie et de la Soie. Amédée VII, parent d'Édouard de Savoie, assiège Sion et détruit partiellement la ville. Une fois la révolte maîtrisée, il impose un traité de paix sévère aux rebelles permettant à l'évêque de récupérer ses châteaux,. Cela n'empêche pas l'évêque de quitter son poste deux ans plus tard, et il faut attendre 1392 pour trouver un candidat qui fasse l'unanimité auprès du diocèse de Sion. Entre la démission d'Édouard de Savoie-Achaïe et l'élection du nouvel évêque, le comte de Savoie met à disposition des hommes pour assurer la garde du château. Les conflits entre le diocèse et le peuple étant toujours d'actualité, les membres du diocèse n'osent pas se montrer en public, et ils doivent payer un chapelain pour dire la messe dans la chapelle de Tourbillon.

### Victime de l'affaire de Rarogne
Un ultime conflit prend place au début du XVe siècle. La maison de Rarogne, dont Guichard, fils de Pierre de Rarogne, succède à son père en tant que grand-bailli, détient la charge épiscopale, et deux membres de la famille — Guillaume Ier en 1392, puis Guillaume II, oncle de Guichard, en 1402 — se succèdent à la tête de l'évêché de Sion. La population organise alors une levée d'une ampleur telle que Guillaume II s'enfuit au château de la Soie et Guichard part chercher de l'aide à Berne. Les châteaux de Montorge et Tourbillon sont pris de force puis incendiés par la population en 1417,. Peu de temps après, le château de la Soie est lui aussi pris de siège et détruit, et l'évêque fuit également à Berne. Ces derniers acceptent d'aider les de Rarogne, et leurs troupes incendient Sion en 1418. La paix est finalement signée en 1420, et la famille de Rarogne regagne dès lors tous ses droits.

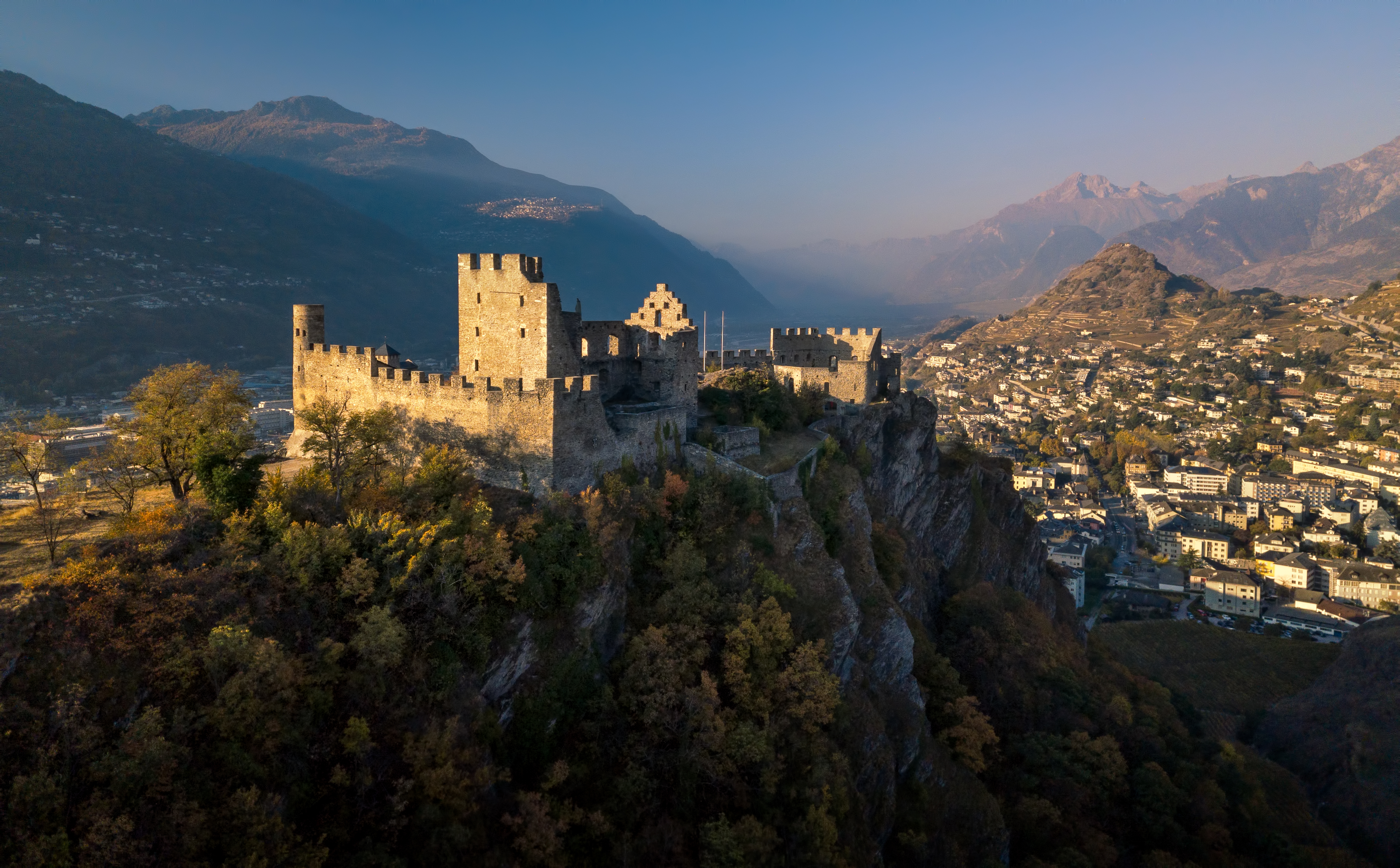
Vue du château de Tourbillon depuis le nord-est.

Le château de Tourbillon est dans un piteux état : ses intérieurs et toitures sont totalement détruits par le feu et ses murs sont fissurés à de multiples endroits. Il reste dès lors inutilisable.

### Retour à la paix et reconstruction
En 1418, André dei Benzi de Gualdo (de) est nommé administrateur du diocèse de Sion avant de devenir évêque en 1431 à la mort de Guillaume II, resté à Berne. Celui-ci parvient à rétablir la paix, de telle sorte que son successeur, Guillaume III de Rarogne, neveu de Guillaume II, est accepté par le clergé et par le peuple en 1437 malgré son appartenance à la famille de Rarogne,. Ce dernier organise, dans les années 1440 à 1450, la reconstruction totale du château de Tourbillon. Le château ne connaît dès lors plus de grandes modifications pendant plusieurs siècles mais est régulièrement entretenu ; il résiste même à plusieurs conflits armés aux XVe et XVIe siècles. Au XVIIe siècle, il semble servir de résidence estivale et, à la fin du siècle, il semble toujours être utilisé à des fins militaires, principalement en tant que tour de garde pour prévenir les châteaux alentour en cas d'invasion.
Au XVIIIe siècle, le château est de moins en moins utilisé, son accès difficile ayant poussé les évêques à chercher des demeures ailleurs. Le développement des stratégies militaires a également raison de ses atouts stratégiques. Le château de Tourbillon est alors vidé et il n'est même plus surveillé.

### L'incendie de 1788
Le 24 mai 1788, un incendie se déclare près de la cathédrale Notre-Dame de Sion avant d'être propagé par un vent violent vers le nord-est de la ville. Si le château de Valère est épargné, une grande partie de la ville, dont le château de la Majorie et celui de Tourbillon, sont gravement touchés. À Tourbillon, toutes les boiseries — les toitures, les planchers et les meubles — disparaissent entièrement. Les chambres du donjon étaient garnies des portraits de tous les évêques de Sion, qui ont tous été perdus dans l'incendie. Le manque de témoignages de l'époque empêche cependant de connaître l'ampleur exacte des pertes engendrées par l'incendie.

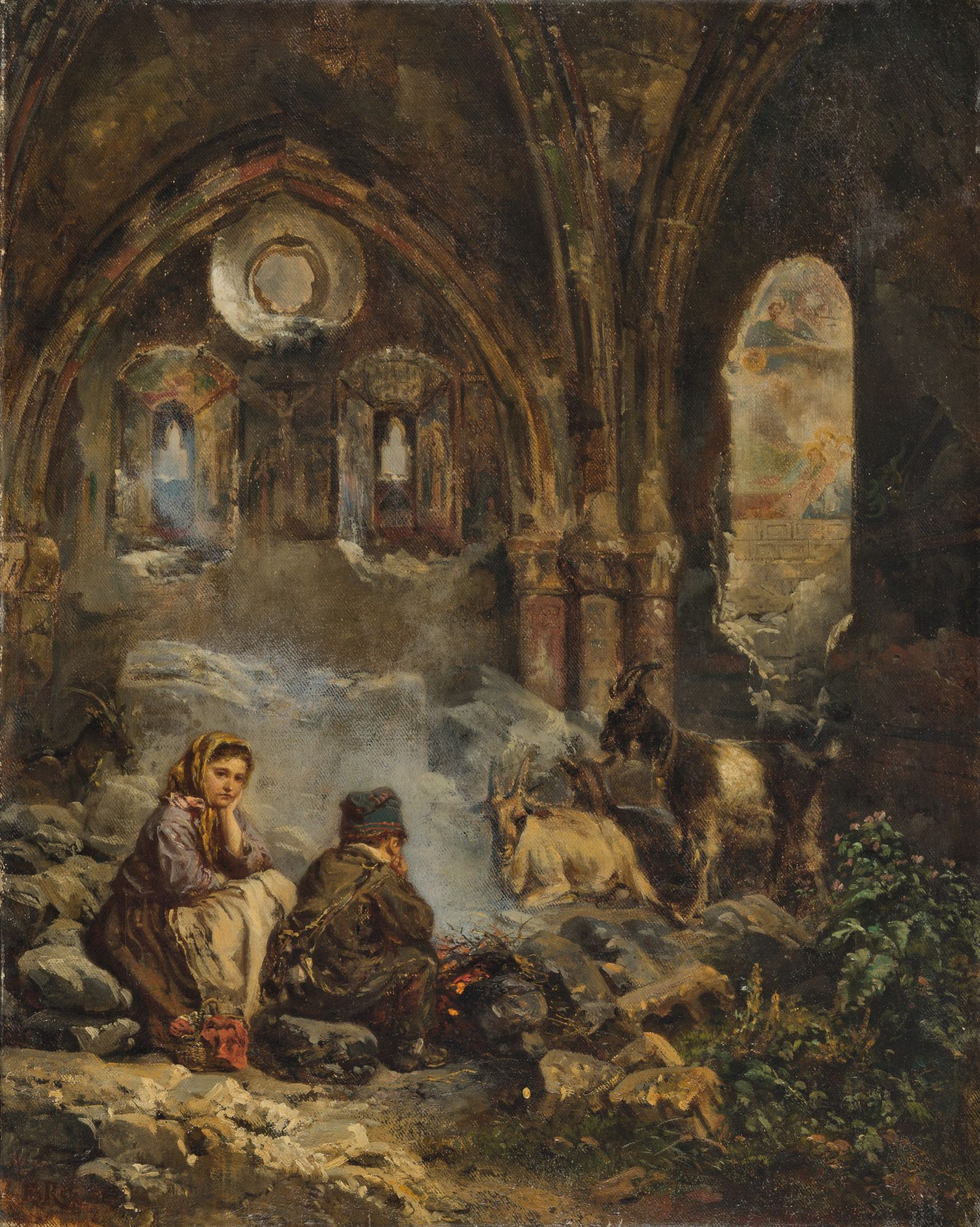
Peinture de Raphaël Ritz montrant l'état de la chapelle de Tourbillon en 1872.

Avec la destruction des châteaux de la Majorie et de Tourbillon, l'évêque de Sion est privé de résidence sédunoise. Il commande alors très vite la reconstruction de la Majorie, mais laisse la rénovation de Tourbillon à plus tard tout en s'assurant que les murs de ce dernier ne s'effondrent pas. Les différents conflits qui touchent le Valais ne laissent finalement pas les ressources nécessaires à l'évêché de Sion pour financer les travaux, et Tourbillon reste en ruines. Au XIXe siècle, alors que l'évêque de Sion Maurice-Fabien Roten fait construire un palais épiscopal à Sion et abandonne le château de la Majorie, les matériaux restants à Tourbillon — fer, dalles de pierre, etc… — sont réutilisés pour d'autres constructions, et le château tombe définitivement dans l'oubli.

### Conservation
Dans la seconde moitié du XIXe siècle, la population et les autorités valaisannes commencent à s'inquiéter de la conservation du château de Tourbillon. Avec l'aide financière de l'État, des projets de restauration voient le jour ; l'idée de redonner son aspect du Moyen Âge à Tourbillon est vite abandonnée car jugée trop coûteuse. Les murs du château sont consolidés, la tour au sud de l'enceinte est reconstruite et le mur à l'angle nord-ouest est partiellement détruit puis reconstruit à l'identique. Les travaux s'achèvent en 1887, et Tourbillon devient dès lors une destination privilégiée des touristes et des Sédunois.
Le château connaît plusieurs petits arrangements au fil du temps : une petite loge est aménagée en 1893 dans la tour du colombier ; en 1917 l'étanchéité de la toiture de la chapelle est réassurée ; dans les années 1930, l'angle nord-est du donjon est reconstruit pour soutenir sa face est. Le château de Tourbillon est reconnu en tant que monument historique par le canton du Valais au début du XXe siècle. Dans les années 1960, l'état de certaines maçonneries rend les visites touristiques risquées. En 1963, une association Pro Tourbillon est créée et, deux ans plus tard, la ligue suisse pour le patrimoine national organise la vente d'un écu d'or qui permet le début des travaux de consolidation. En 1970, Tourbillon est reconnu en tant que monument d'importance nationale. Les derniers gros travaux de consolidation ont eu lieu entre 1993 et 1999. En 1999, l'Évêché de Sion cède le site à la Fondation du château de Tourbillon, et 400 000 francs sont mis de côté par l'État du Valais, la commune de Sion et sa bourgeoisie afin d'entretenir le château. Depuis 2009, la chapelle est en cours de restauration.
Le château est ouvert au public en entrée libre du 15 mars au 16 novembre. Un guide sur place est disponible pour visiter la chapelle ainsi que pour une visite guidée des ruines du château.
En 2023, un modèle 3D du château est créé par l'association Valais-Wallis Time Machine. D'un coût de 20 000 francs, celui-ci permet de visualiser Tourbillon avant 1788. Le projet est réalisé à partir de sources d'époques ainsi que par scanning laser (en) et photogrammétrie aérienne et terrestre. Le modèle est disponible gratuitement en ligne et a également servi pour la création d'une maquette.

## Description

### Accès et fortifications
L'accès au château de Tourbillon se fait soit par l'est soit par l'ouest ; les autres faces de la colline sont trop escarpées. L'accès occidental est coupé par un mur de fortification, muni d'une porte, qui était très certainement surplombé d'une bretèche, comme le laissent deviner les mâchicoulis et merlons subsistants. Au nord de la porte — donc plus haut sur la colline — se trouve une tour de garde semi-circulaire intégrée au mur. Le mur comportait autrefois un chemin de ronde étroit.

Les fortifications du château à l'ouest.
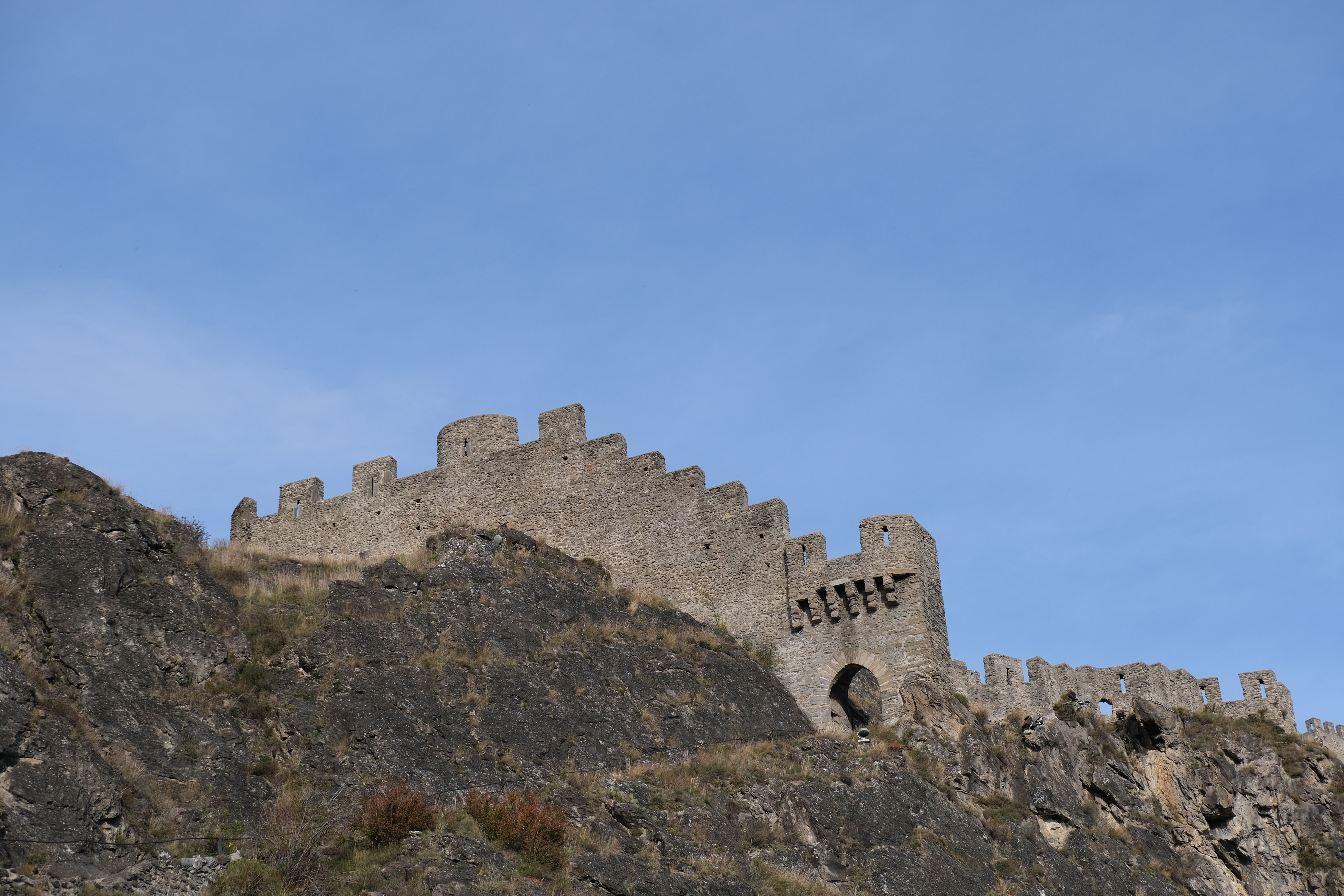
Les fortifications de l'accès ouest vues de l'extérieur.
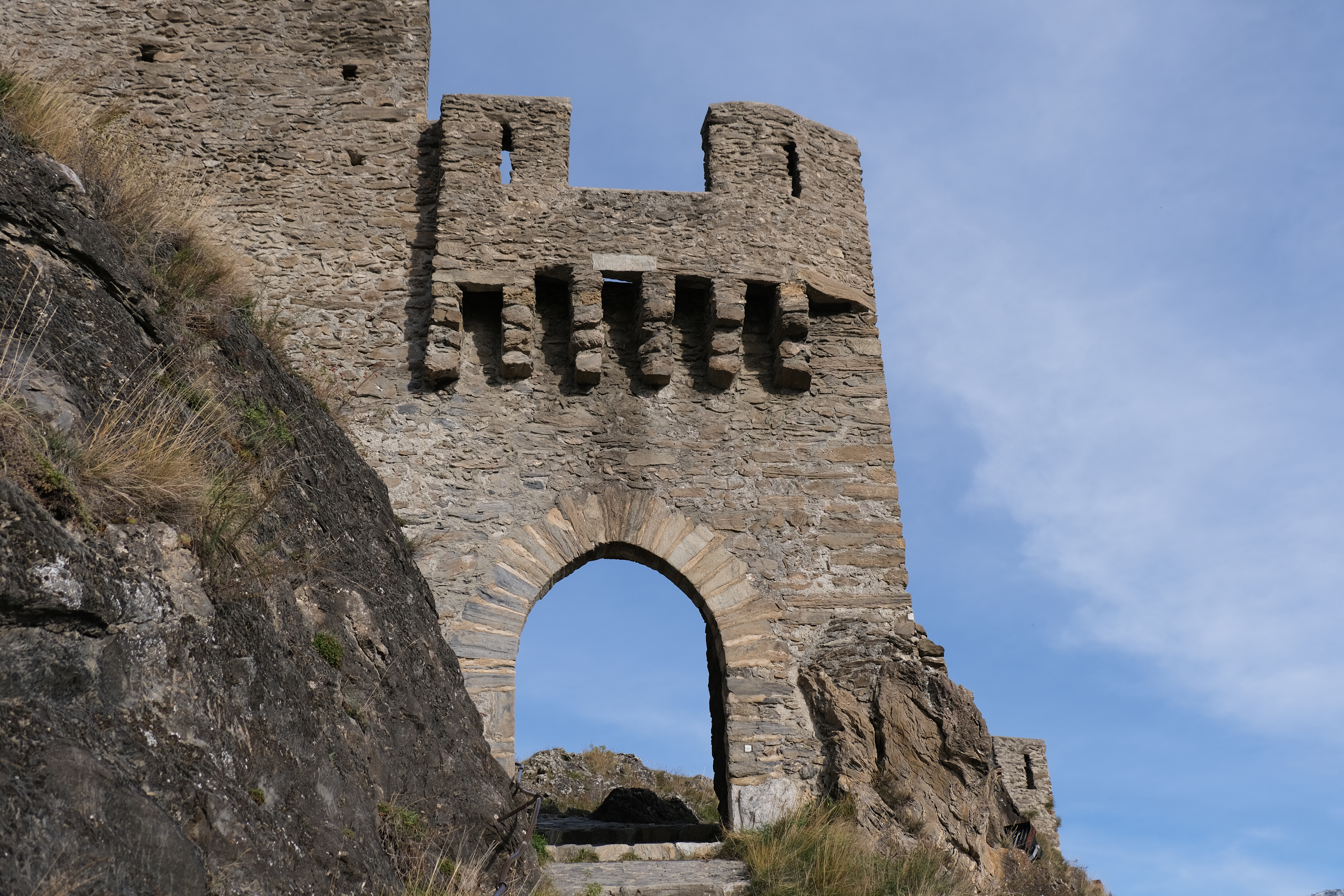
La porte des fortifications de l'accès ouest.
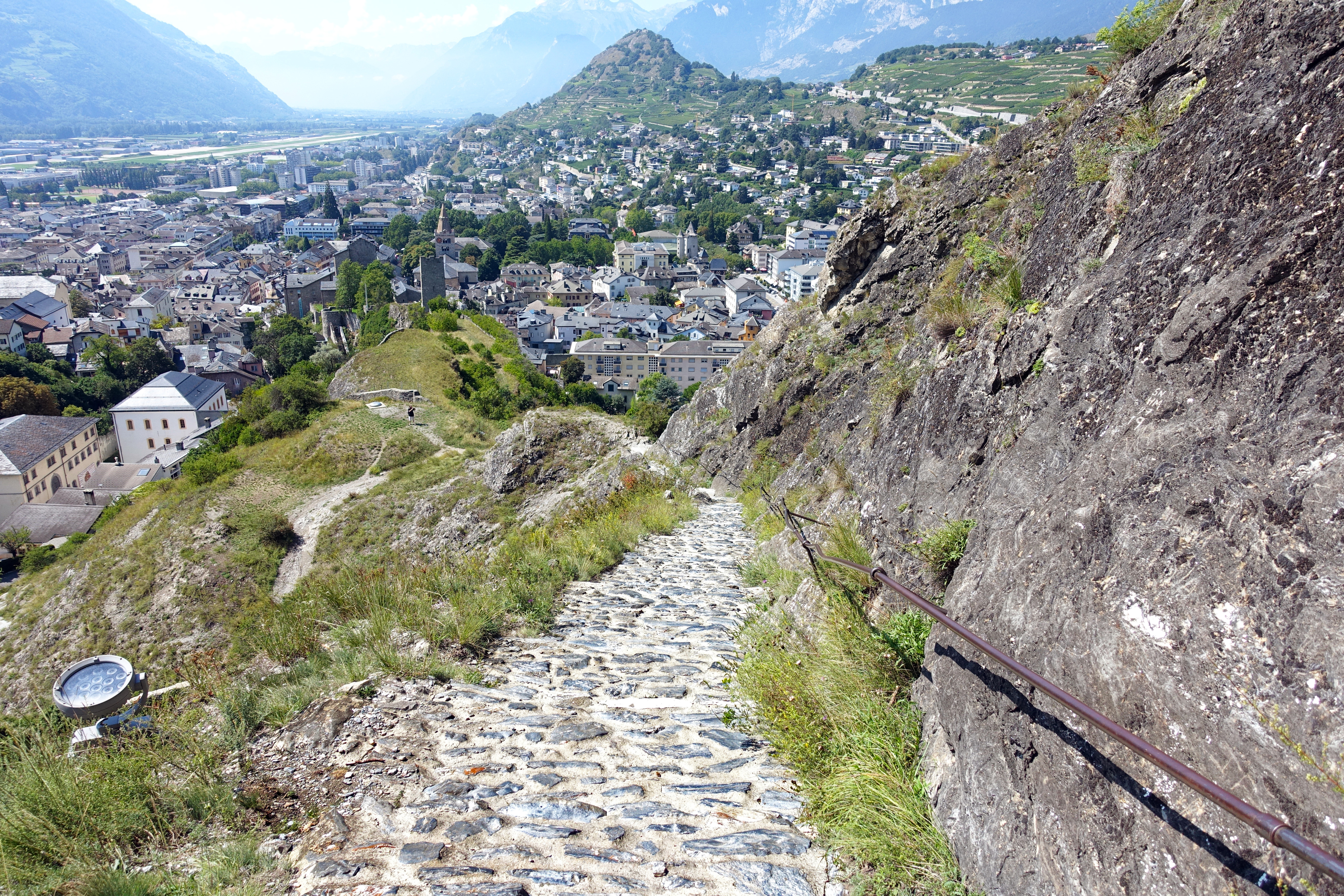
Chemin menant au château.
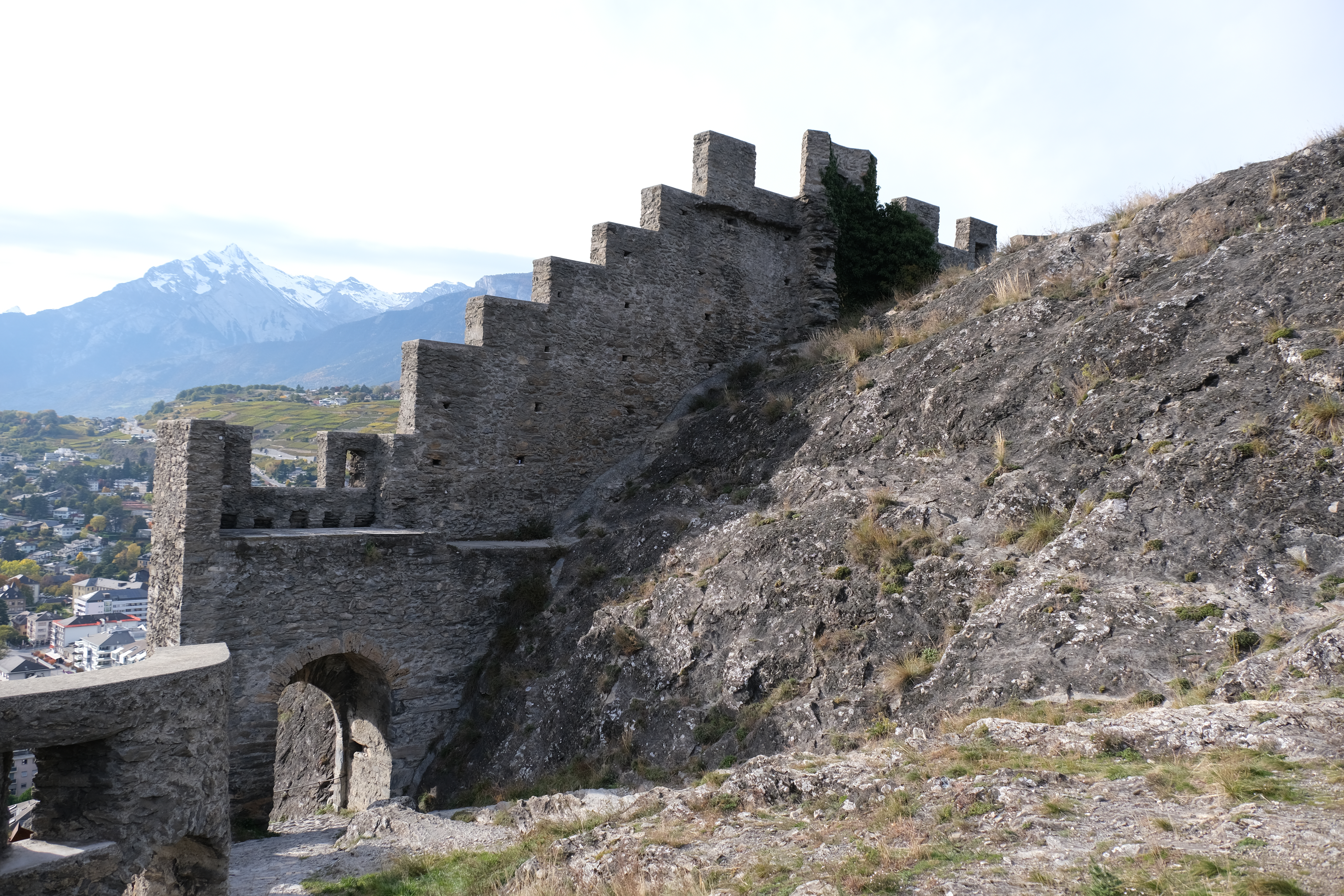
Les fortifications de l'accès ouest vues de l'intérieur.

L'accès à l'est était également fortifié, mais les seuls éléments restants sont des ruines de murs percés d'archères.

Les fortifications du château à l'est.
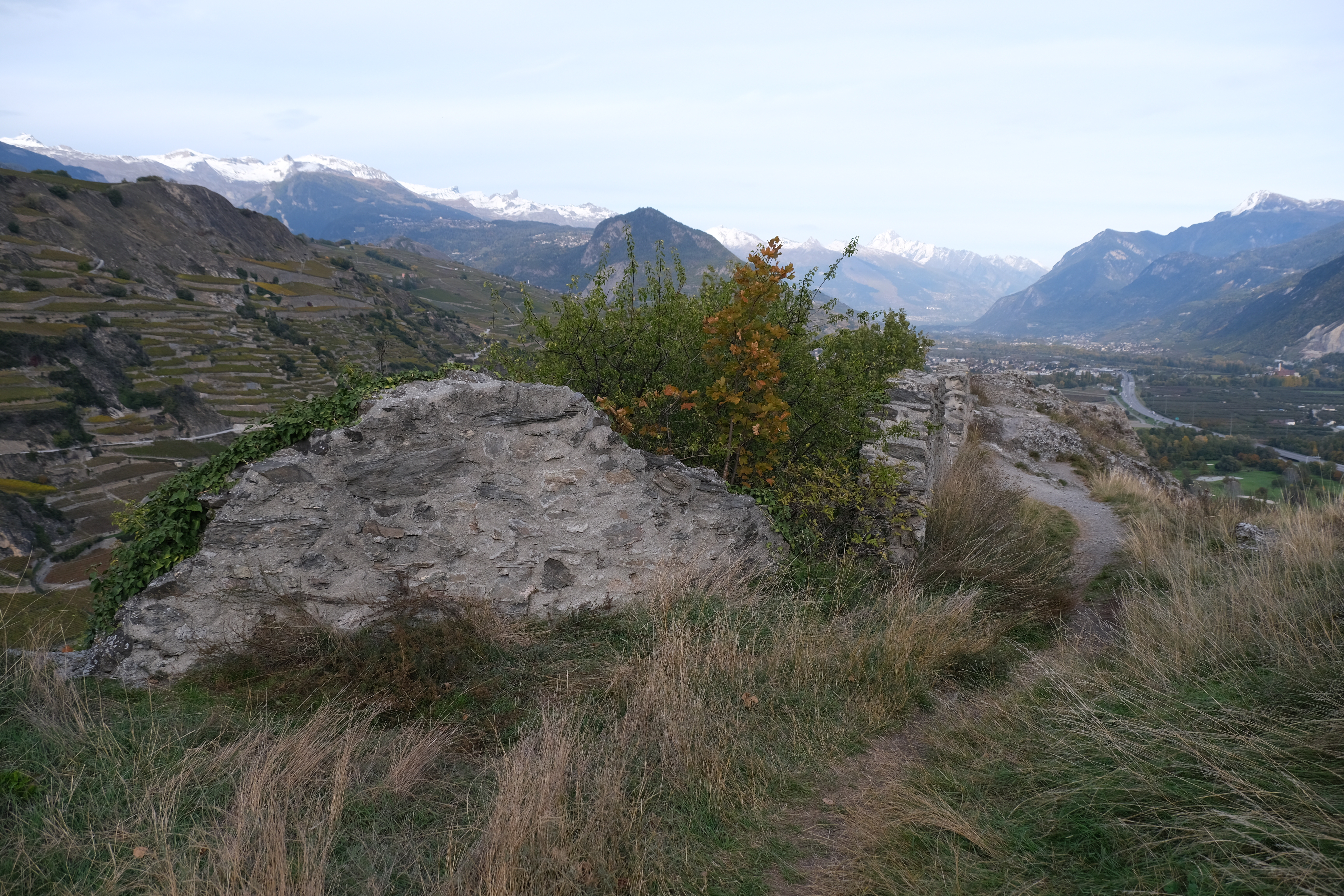
Les ruines de fortifications de l'accès est.
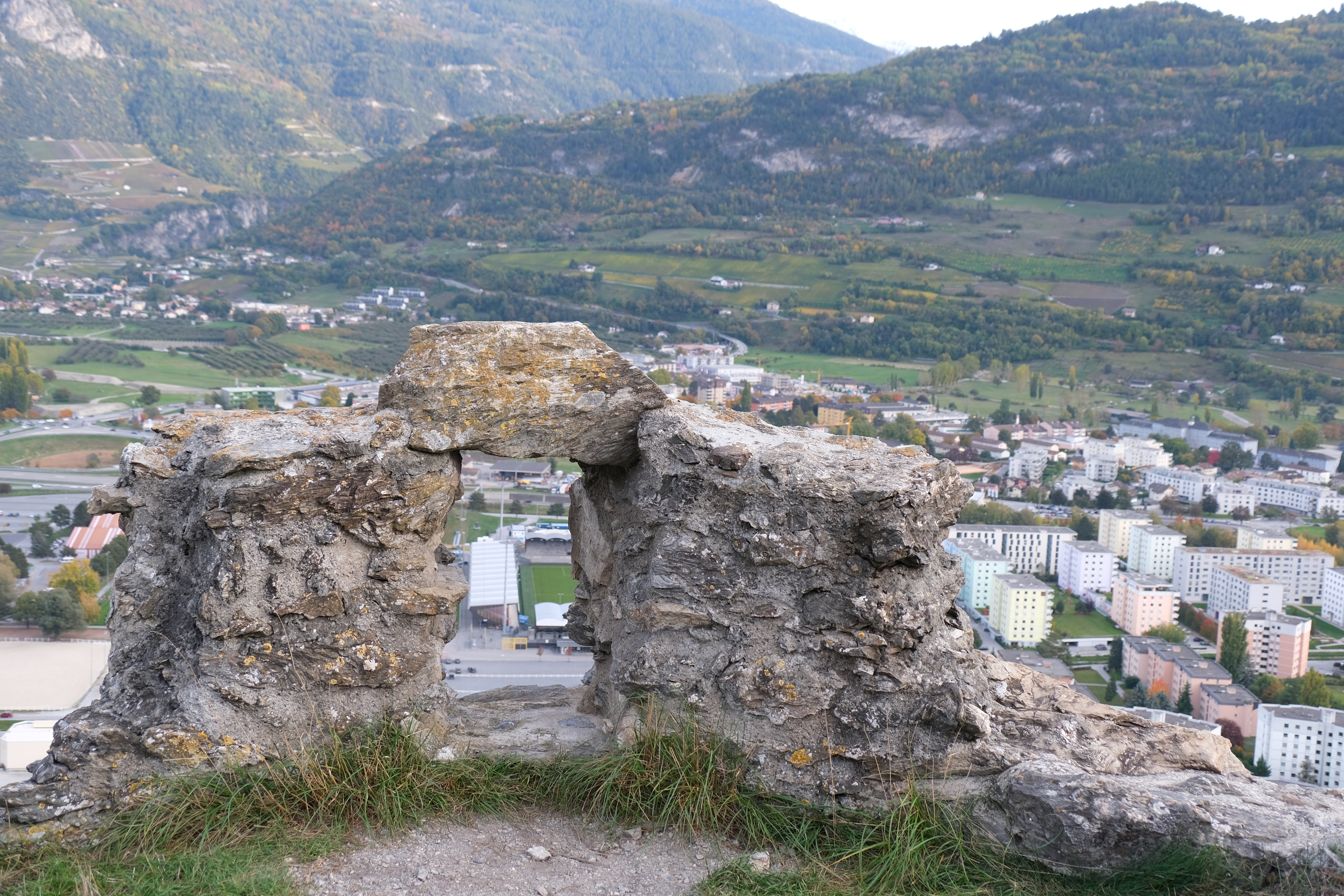
Les ruines de fortifications de l'accès est.

### Cour
La porte principale du château est atteignable depuis l'accès ouest. Traverser celle-ci mène à une vaste cour délimitée par un haut mur crénelé. Tous les bâtiments du châteaux datent de la construction du château au XIIIe siècle et tous, à l'exception de la grande tour au nord-est, sont accolés au mur de l'enceinte. La grande tour principale est semblable à un donjon et est séparée en deux parties : à l'est les appartements de l’évêque et à l'ouest une salle de réception. À l'ouest de la cour se trouvent les quartiers de la garnison, au sud, une tour d'angle, au sud-est une chapelle, sa sacristie et une autre tour d'angle, et enfin, au nord, une citerne prévue en cas de siège,. À l'est, une porte donne accès au reste du plateau de la colline de Tourbillon et aux anciennes fortifications de l'accès est.

Les bâtiments du château.
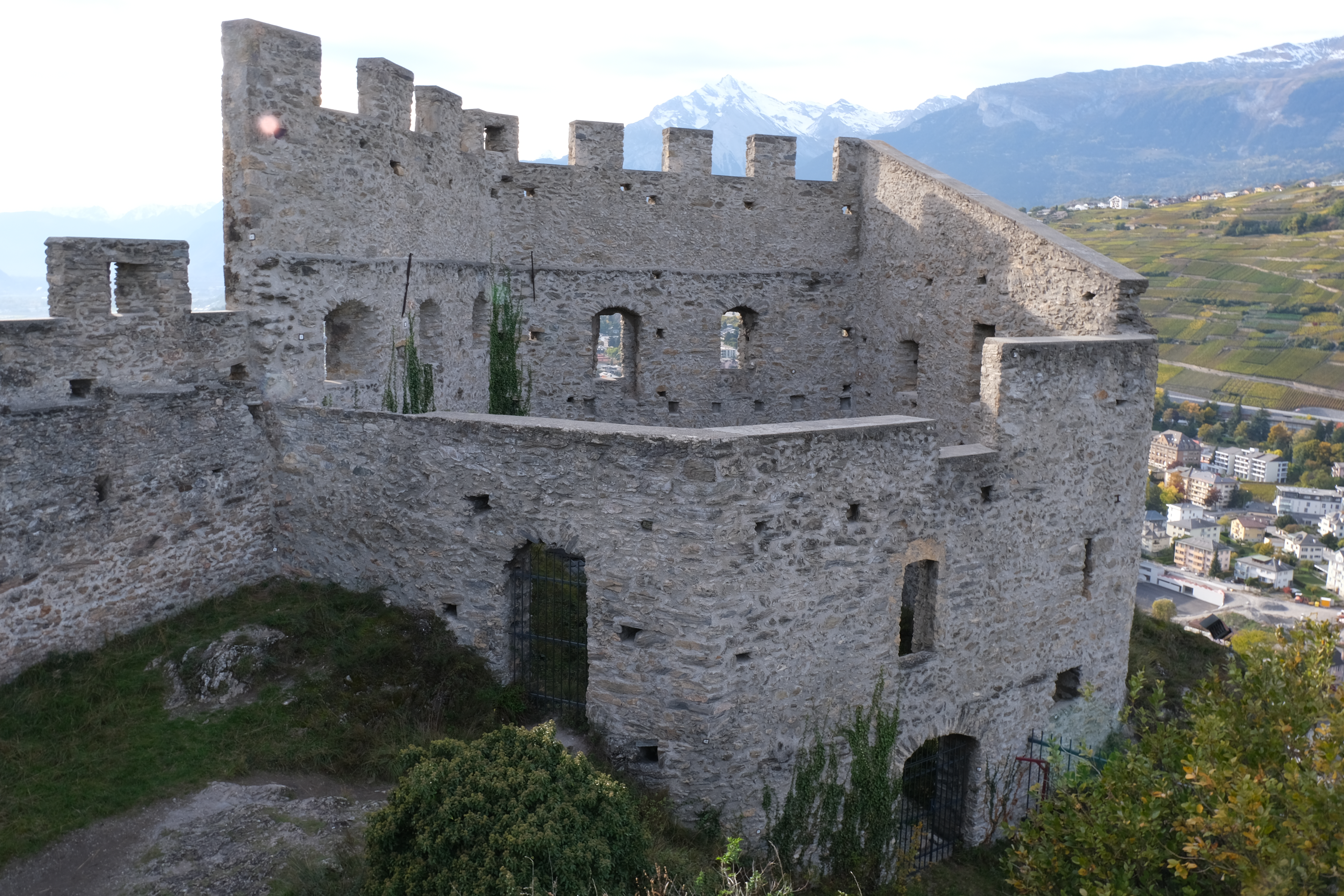
Les quartiers de la garnison.
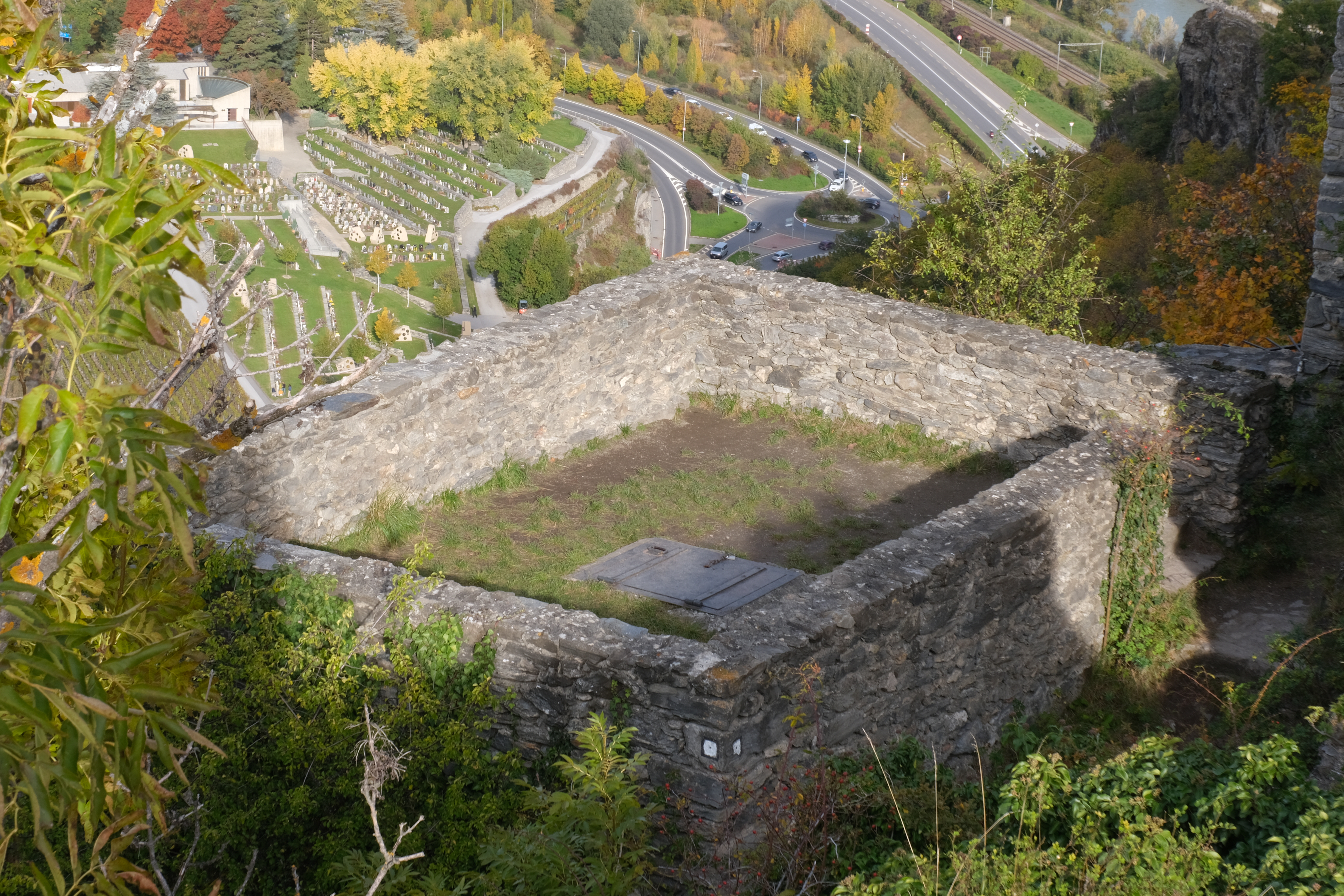
La citerne du château.
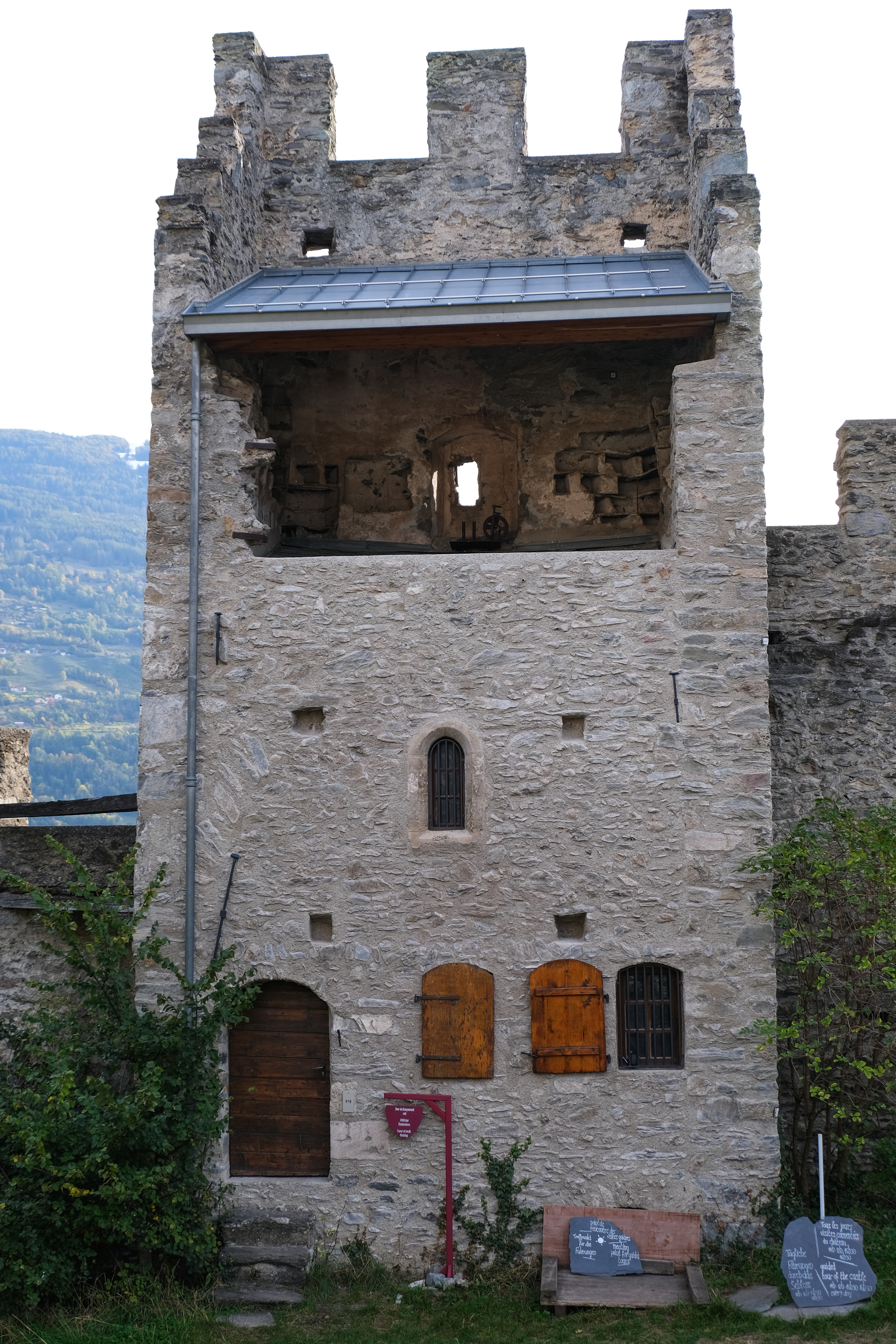
La tour d'angle au sud de l'enceinte vue depuis l'intérieur.
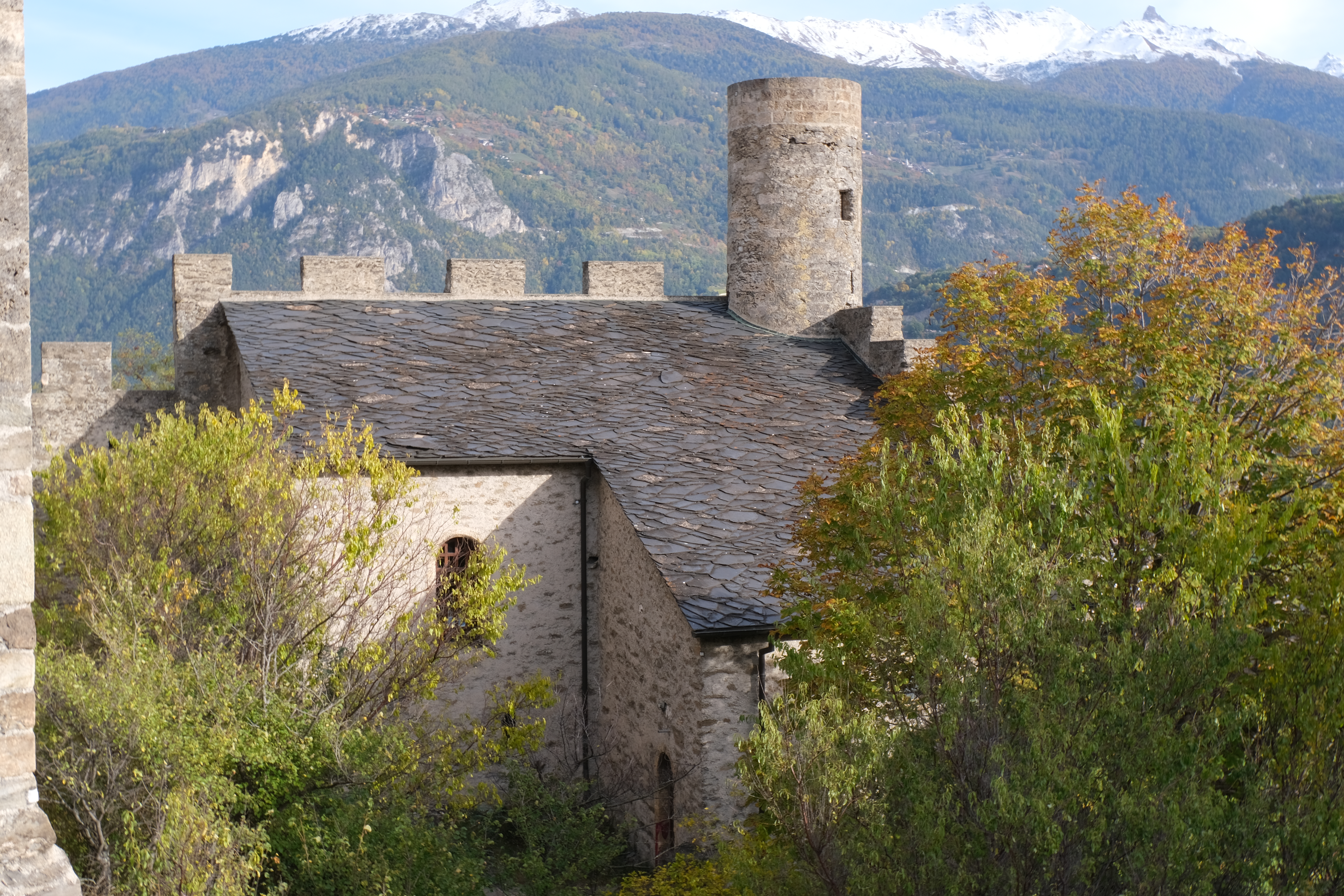
Le bâtiment abritant la chapelle et la sacristie.
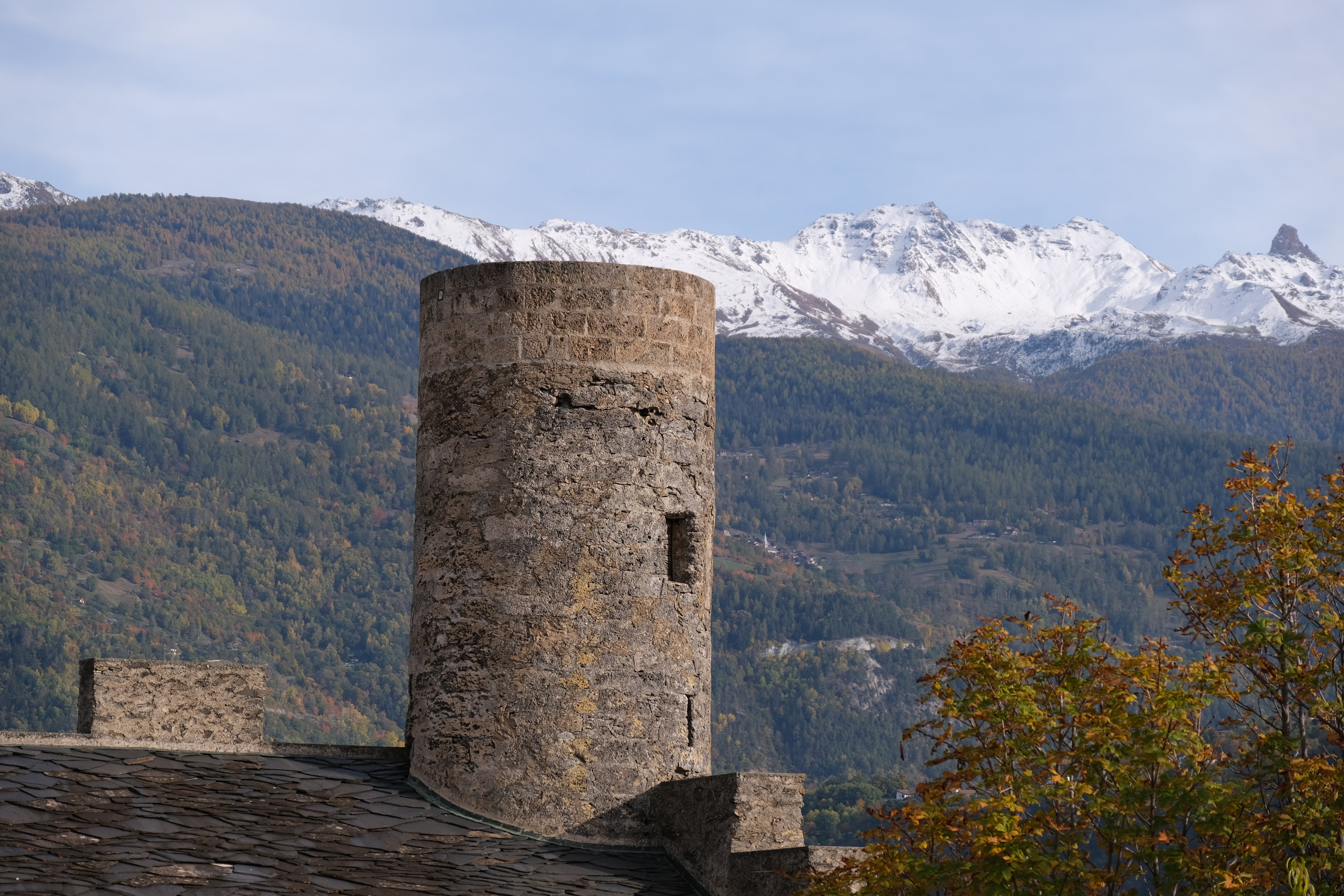
La tour d'angle au sud-est de l'enceinte vue depuis l'intérieur.

### Donjon
Au Moyen Âge, la tour du donjon était recouverte d'une toiture pyramidale, et la pièce de réception avait un toit à deux pans de faible pente. La tour comportait la chambre de l'évêque, qui est situable grâce à une grande fenêtre sur la face sud, et les traces d'une cheminée subsistent bien qu'elle semble avoir disparu lors de la reconstruction du XVe siècle. À cette même période, un étage est rajouté au donjon, et une nouvelle cage d'escalier est construite. L'entrée d'origine du bâtiment se situait sur la face nord, mais est déplacé par la suite sur la face sud. La salle de réception était éclairée par de larges fenêtres en arc surbaissé rappelant celles du château de Chillon. La grande fenêtre sur la face ouest de cette salle n'existait pas d'origine ; elle a remplacé deux petits percements lors de la reconstruction.

Le donjon du château.
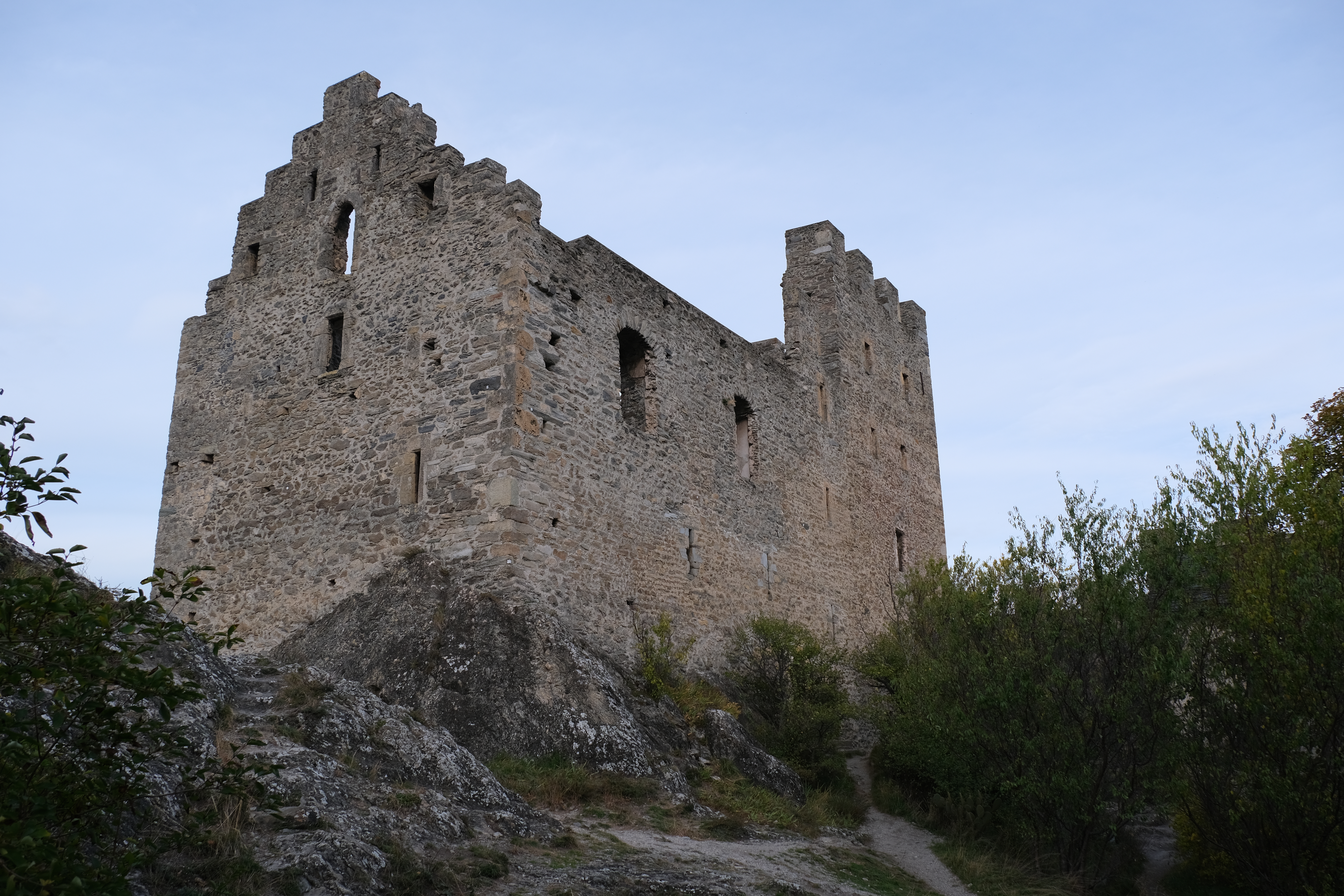
Vue du sud-ouest du donjon.
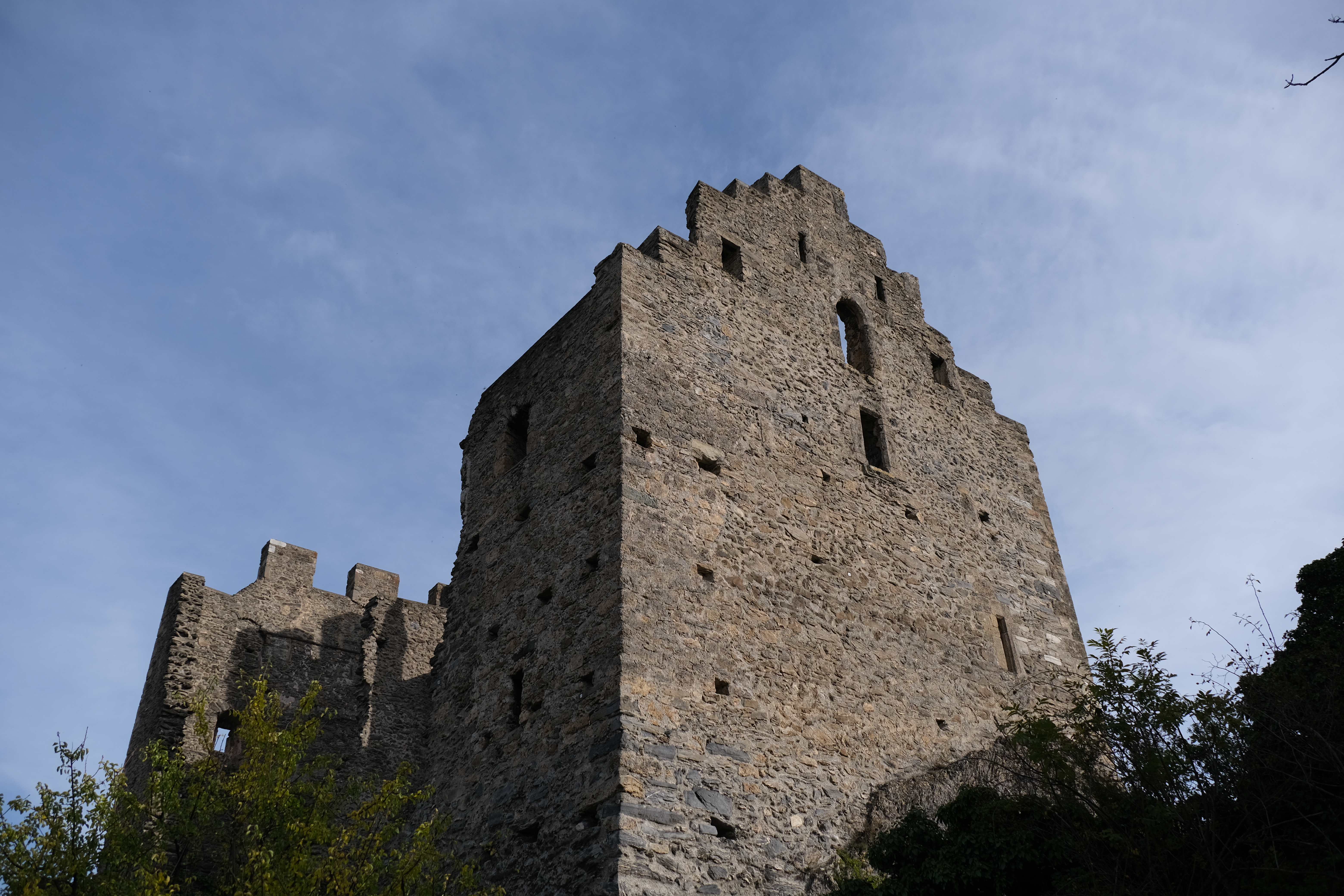
Vue du nord-ouest du donjon.
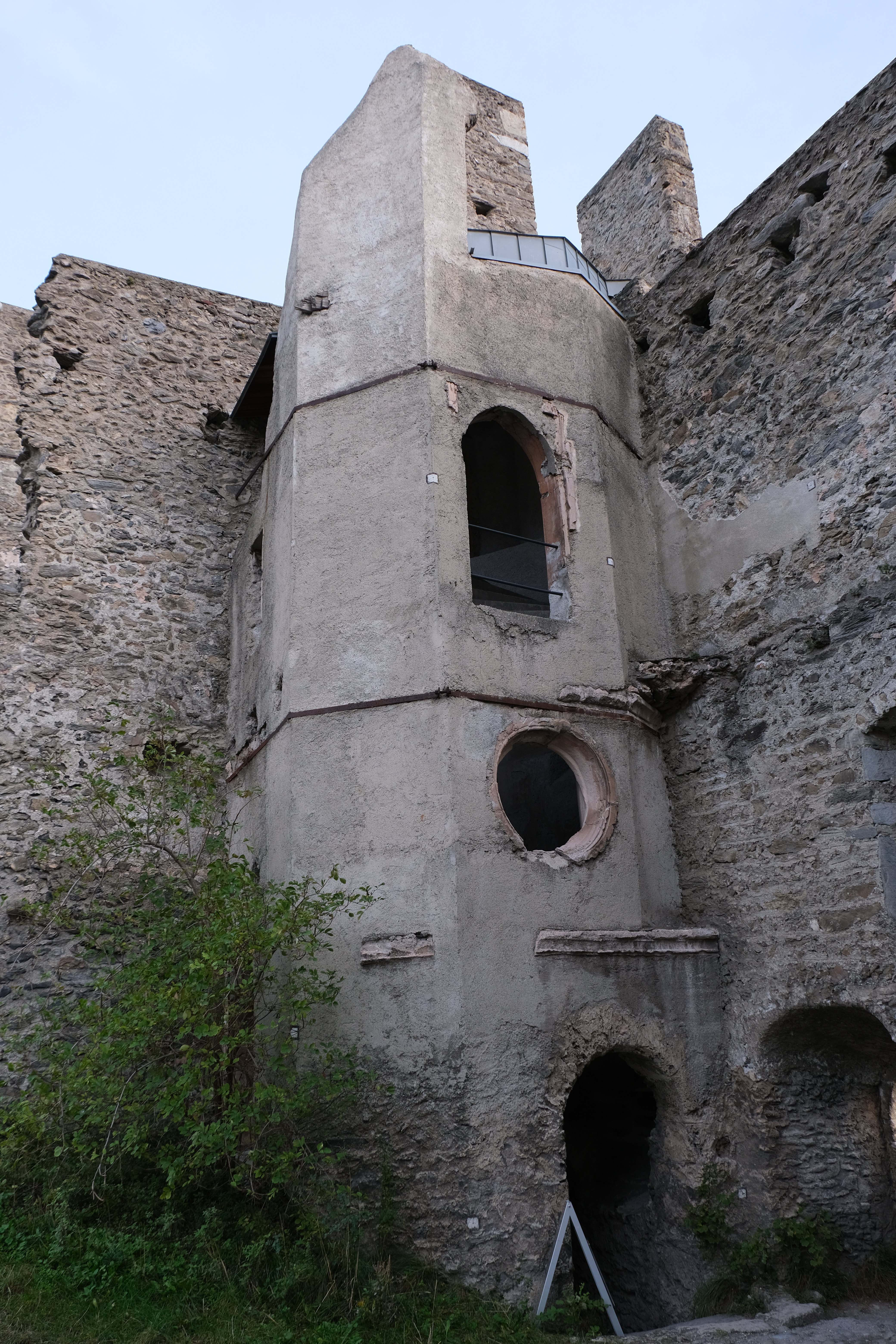
Cage d'escalier du donjon.
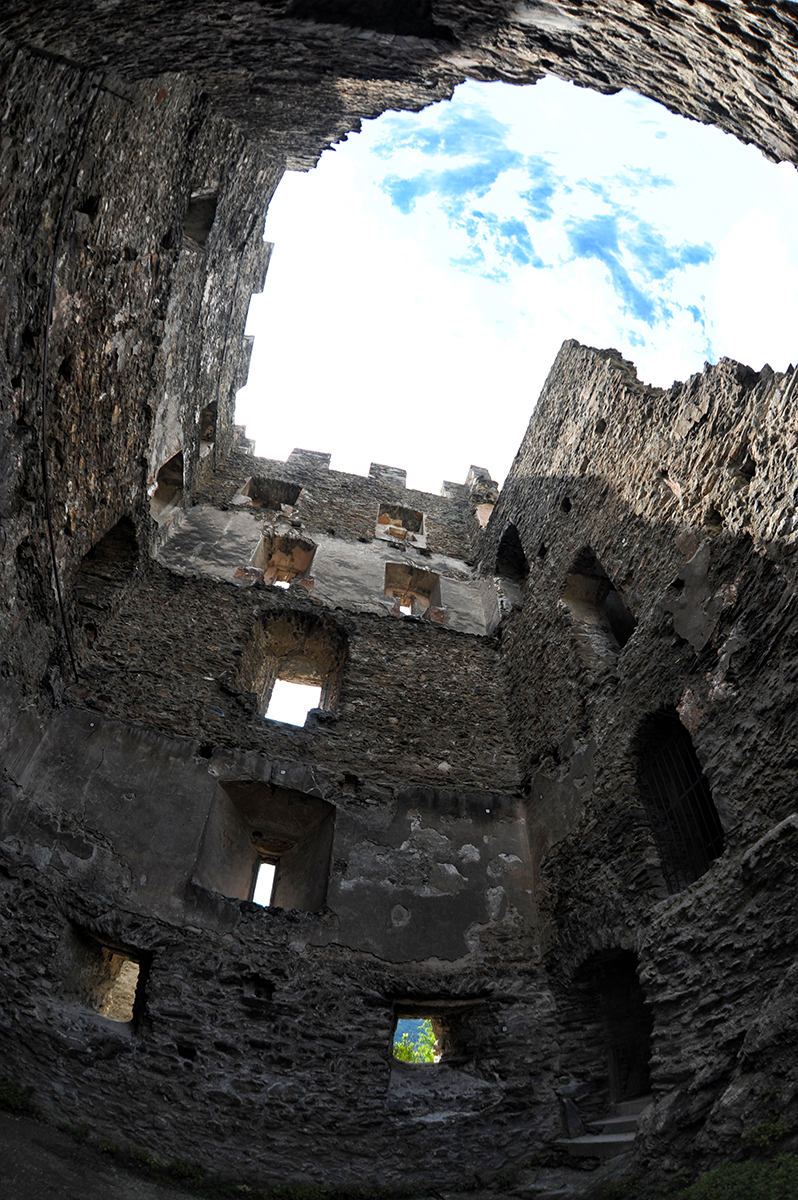
Vue de l'intérieur du donjon.

### Chapelle

#### Architecture
La chapelle du château de Tourbillon, dédiée à Saint-Georges, est située au sud-est de l'enceinte et se compose de deux travées ; celle accessible par le nord fait office de nef. À l'origine, le plafond de cette dernière était en bois, mais lors d'une des reconstructions il a été remanié en voûte. La seule ouverture sur la face sud, datant de la construction du bâtiment, était un oculus, mais des travaux de rénovation ultérieurs ont apporté trois autres ouvertures qui laissent penser que l'oculus est mal centré. Le chœur de la chapelle est orné par deux tores qui reposent sur des colonnes et a un plafond voûté depuis sa construction. Ce plafond repose sur une croisée d'ogives.
La paroi nord du chœur donne sur la sacristie. Celle-ci est éclairée par trois percements sur la paroi est — deux lancettes surplombées d'un oculus — et par un groupe de lancettes sur la paroi sud ; une d'entre elles, à hauteur d'homme, servait probablement à la défense du château. Sur la paroi sud se trouvent les restes d'une piscine liturgique.

La chapelle de Tourbillon.
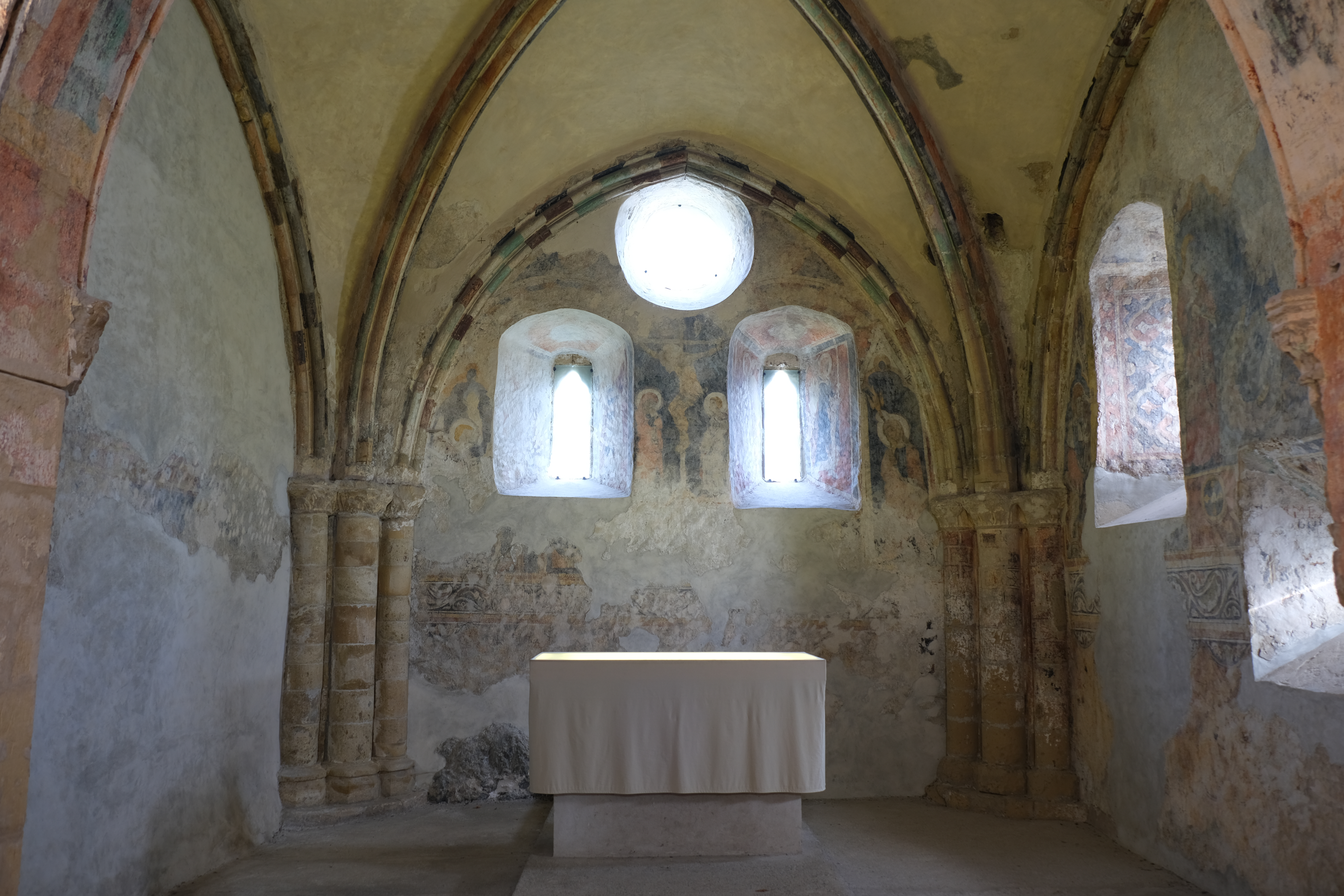
Travée est de la chapelle.
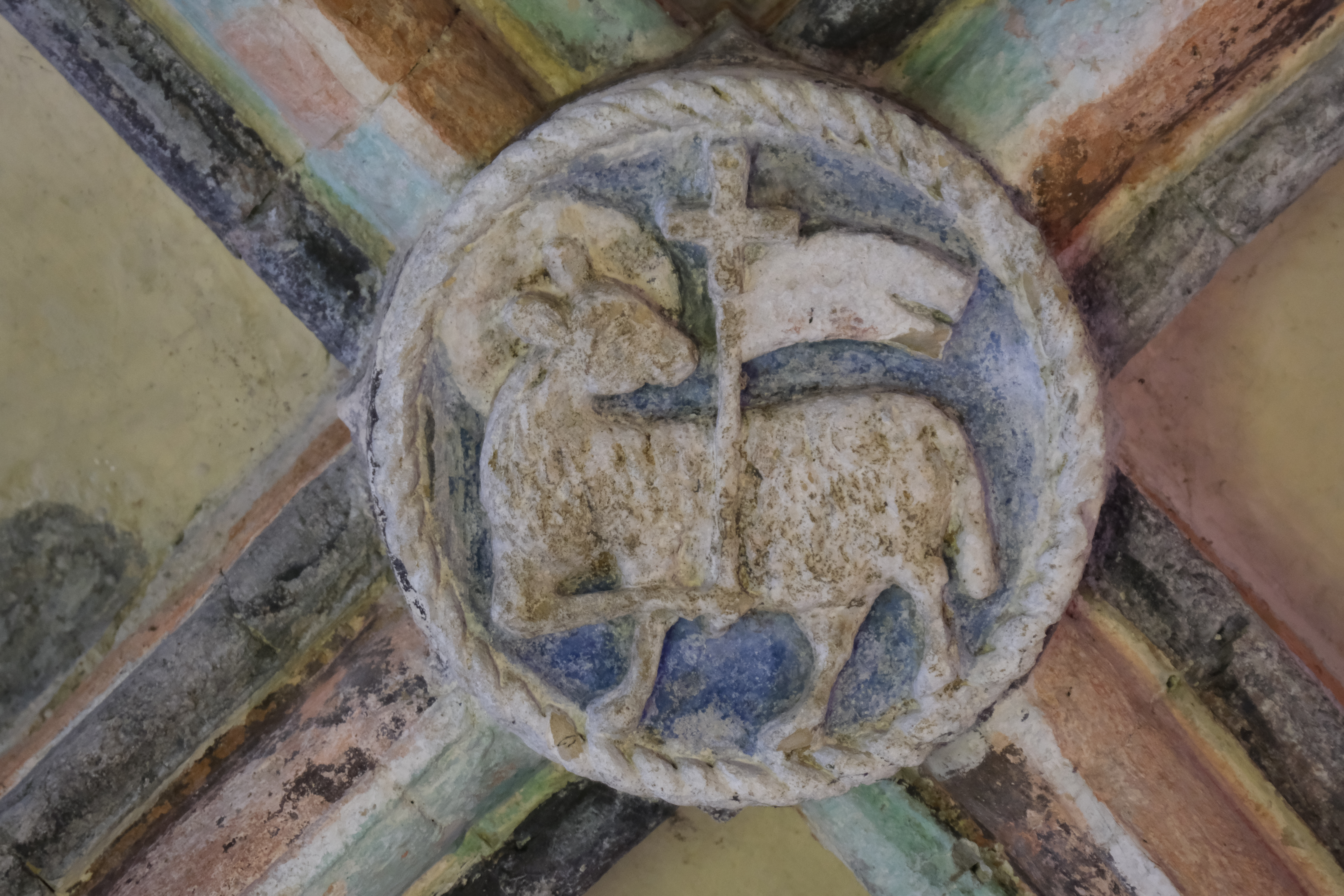
Clef de voûte à l'Agnus Dei.
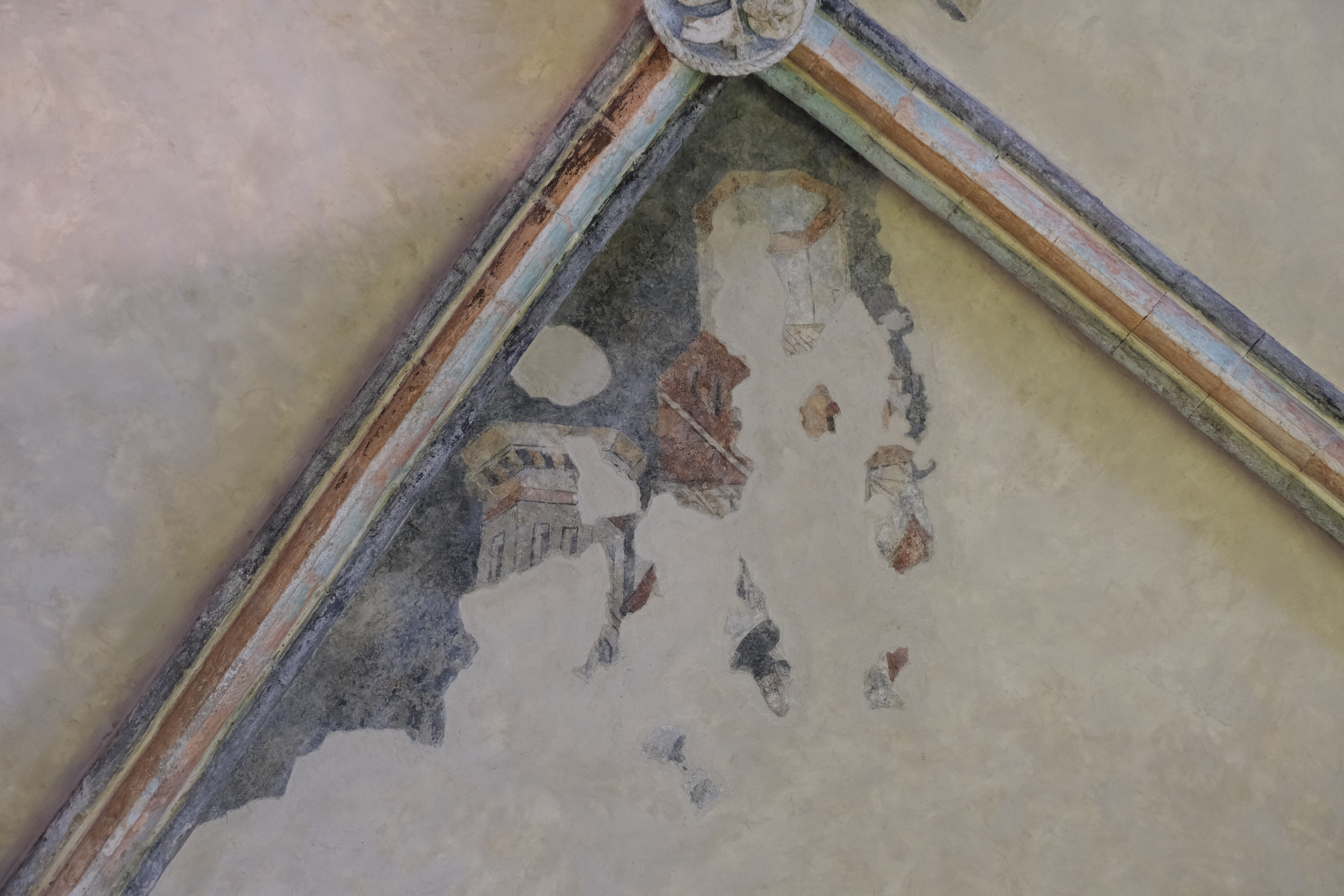
Voûte de la chapelle.

#### Peintures murales
La chapelle de Tourbillon a connu deux cycles différents de peintures murales : une lors de sa construction au XIVe siècle et l'autre au XVe siècle. Si la réalisation du second a légèrement endommagé le premier, il l'a surtout aidé à se conserver. Pour les deux cycles, les peintures se situaient au même endroit : sur le mur du chevet, autour des fenêtres nord et sud du chevet, sur le mur sud et autour de ses fenêtres, sur la voûte, sur le mur nord et enfin sur l'arc triomphal. Les peintures du premier cycle représentent divers scènes, telles que l'Annonciation, la Crucifixion de Jésus de Nazareth ou saint Georges de Lydda terrassant un dragon. Les peintures murales du deuxième cycle représentent également l'Annonciation et Saint-Georges, mais aussi d'autres saints plus difficiles à identifier.

Peintures murales de la chapelle de Tourbillon.
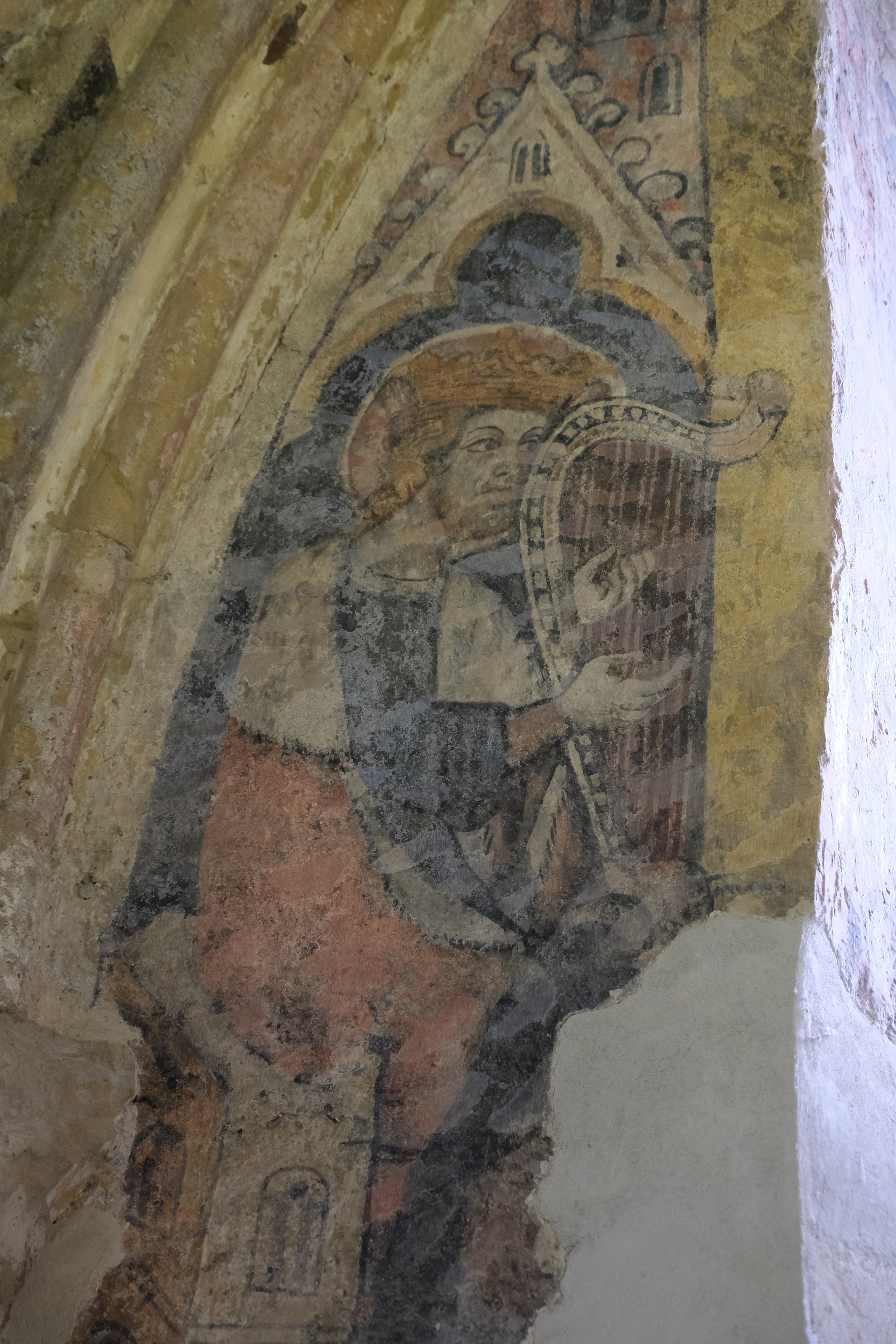
Peinture murale du roi David du premier cycle.
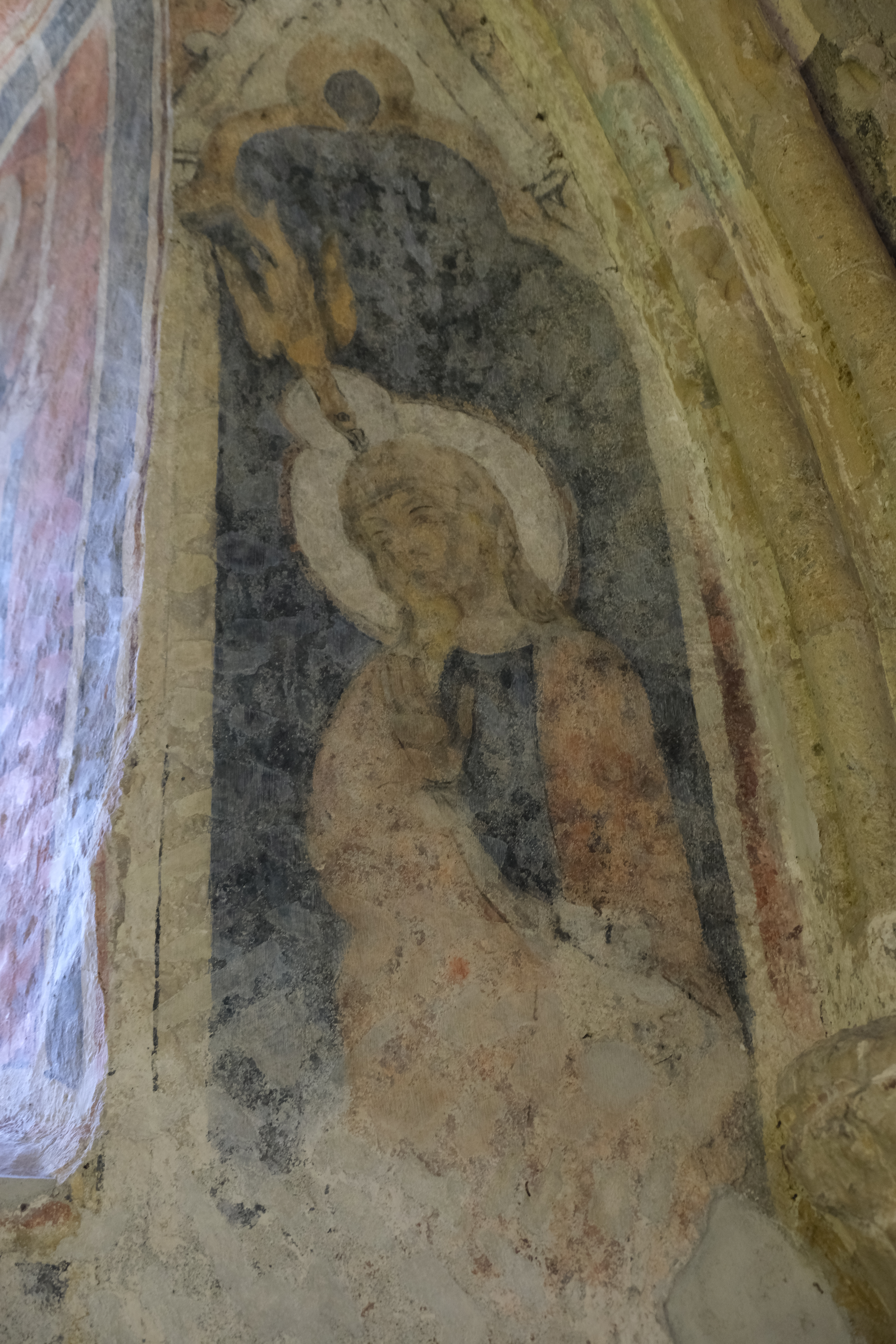
Peinture murale de l'Annonciation du premier cycle.
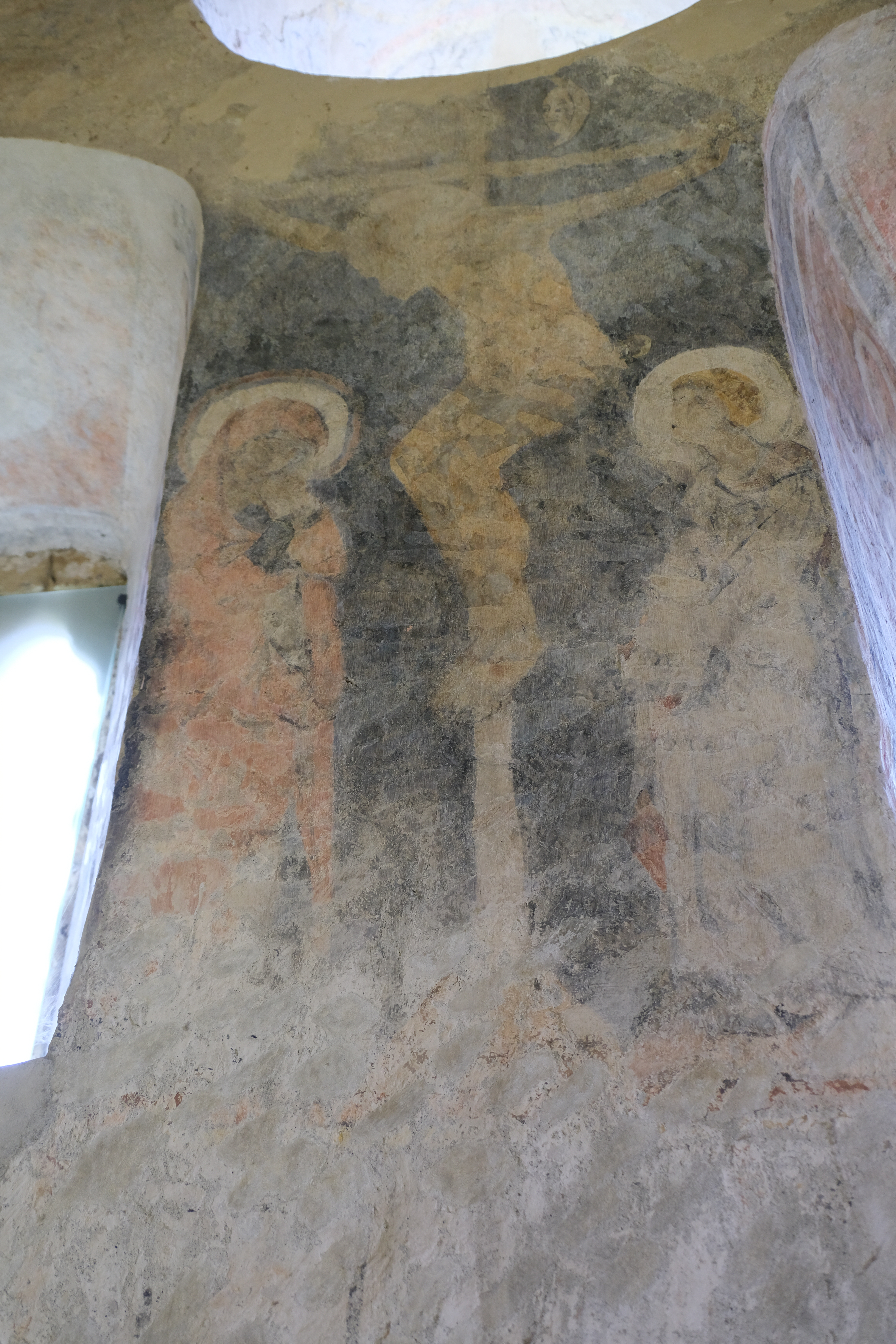
Peinture murale de la crucifixion de Jésus de Nazareth.
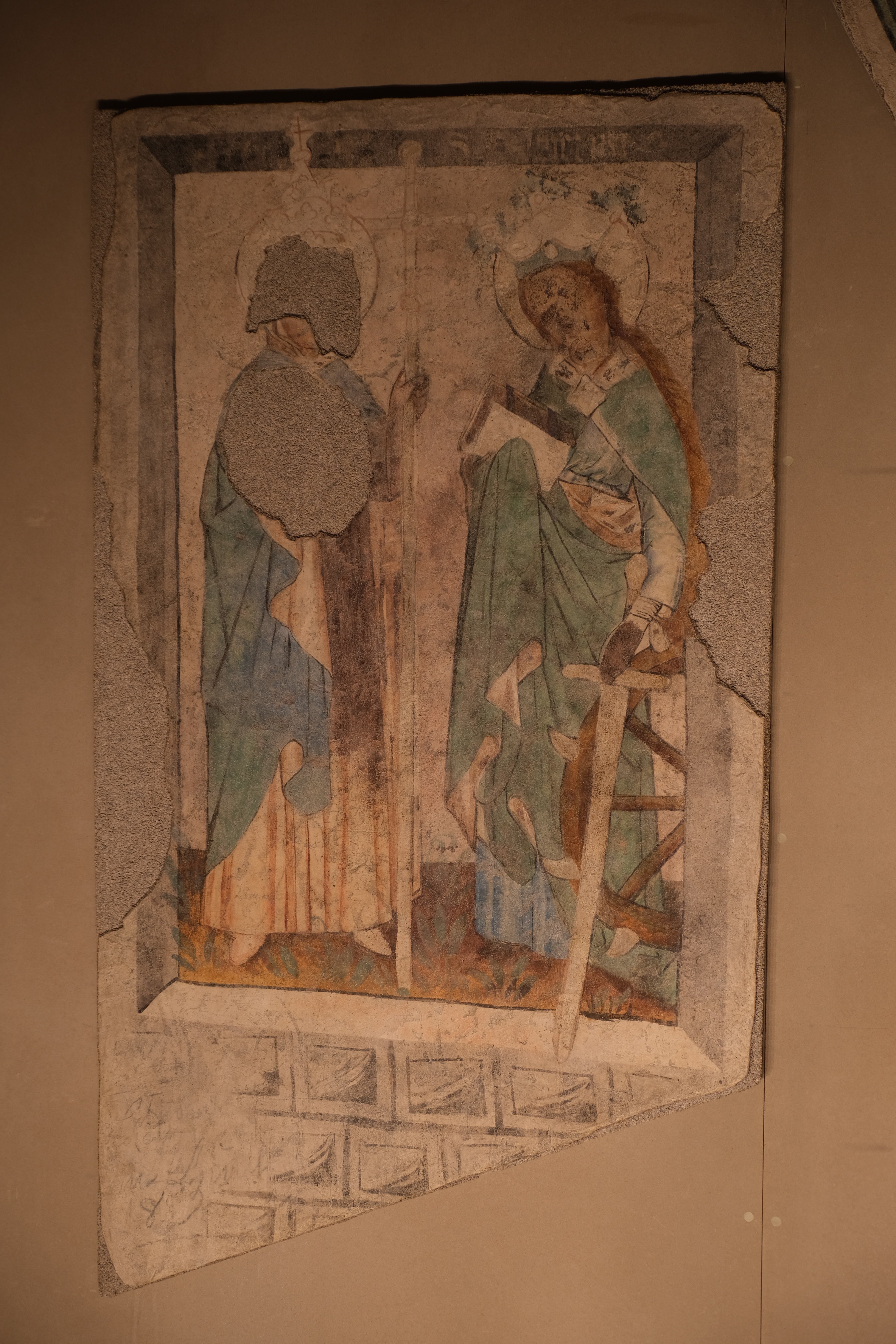
Peinture murale de saint Sébastien et sainte Apolline du second cycle.
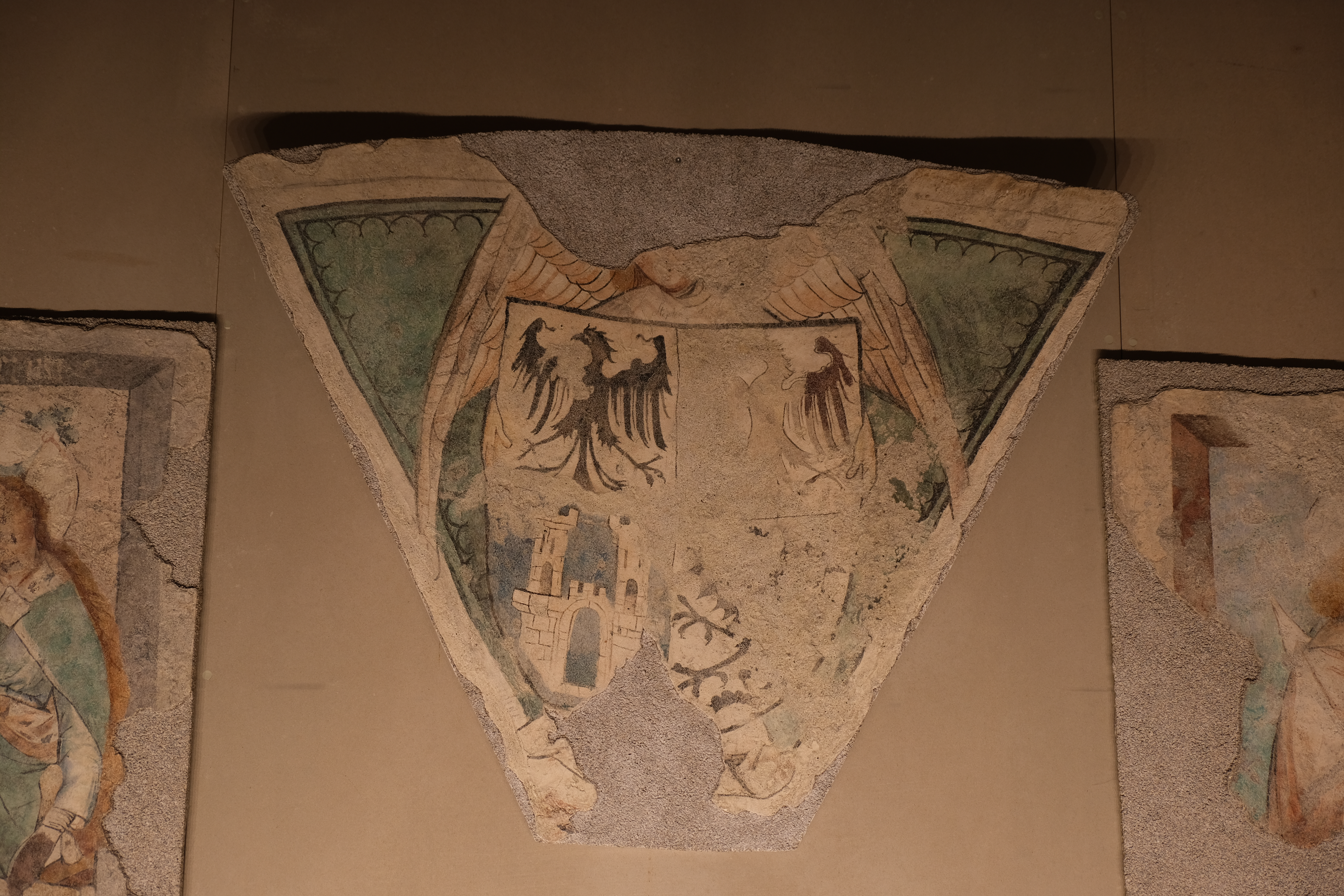
Peinture murale des armoiries de la famille de Rarogne du second cycle.
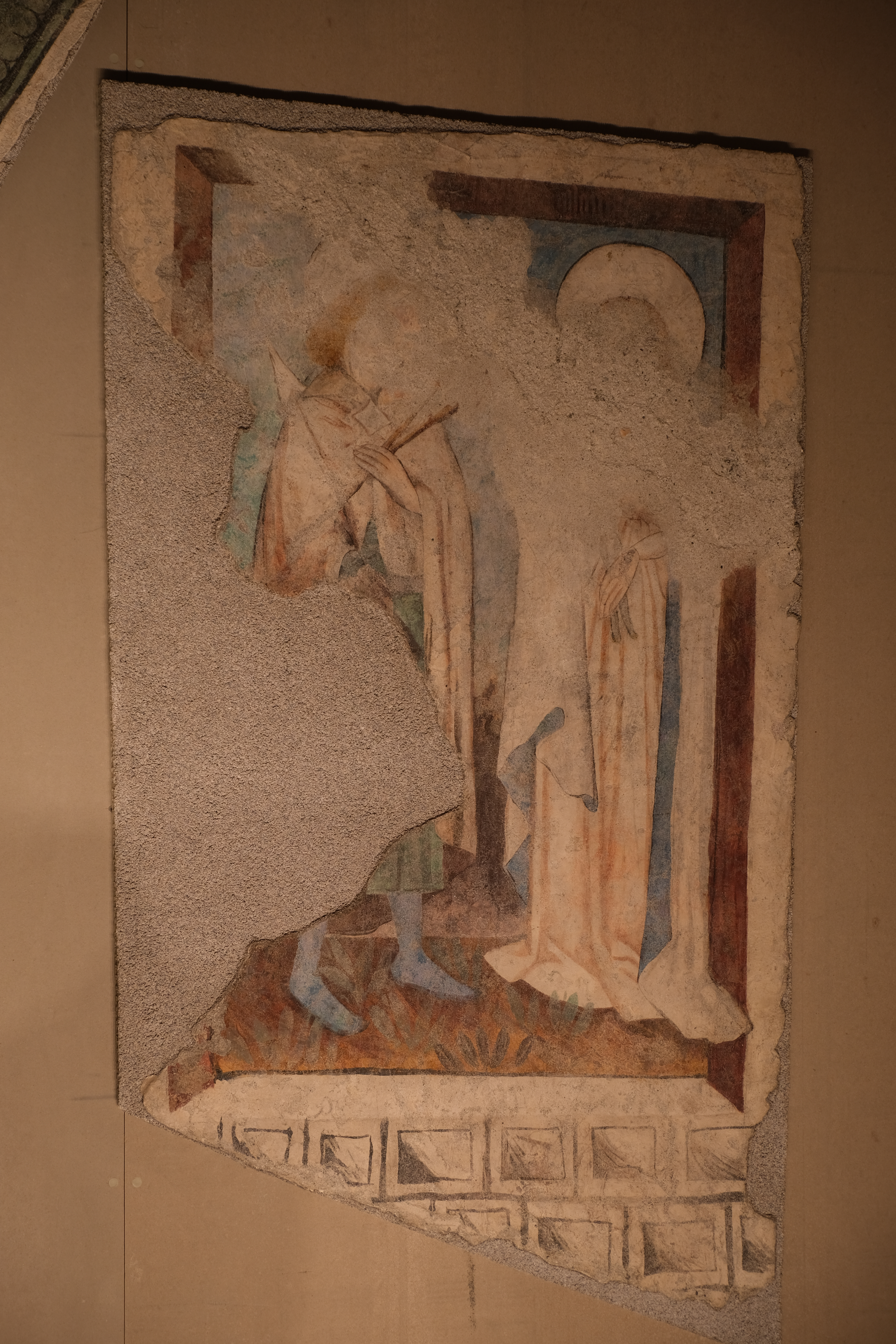
Peinture murale de Saint Fabien et Sainte Catherine du second cycle.